# 南極大陸
南極大陸（なんきょくたいりく、英: Antarctica、([æntˈɑːrtɪkə] ( 音声ファイル)または[ænˈtɑːktɪkə]) 、西: Antártica、仏: Antarctique、諾: Antarktika、葡: Antártica）は、地球の最も南にあり、南極点を含む大陸。
南半球の南極地方にあり、南氷洋に囲まれた南極圏に位置する。5番目に大きな大陸であり約1400万km2の面積は、オーストラリア大陸のほぼ2倍に相当する。約98%は氷で覆われ、その厚さは平均2.00325kmに及ぶ。
南極大陸は、平均気温が最も低く、乾燥し、強風に晒され、また平均海抜も最も高い大陸である。年間降水量が海岸部分で200mm、内陸ではさらに少ない砂漠と考えられる。南極大陸で観測された最低気温は、2018年7月に記録した-97.8°Cである。
この気温では人間が定住することは難しいが、約1000-5000人が大陸中に点在する研究所に年間を通して滞在している。
自然状態では、寒冷な環境に適応可能な生物のみが生存し、多くの藻類、ダニ・線虫・緩歩動物やペンギン・鰭脚類・節足動物などの動物類、バクテリア、菌類、植物および原生生物が繁殖している。植生はツンドラである。
かつて、「南の地」を意味するテラ・アウストラリス (Terra Australis) という大陸が空想されていた南極域に、公式に大陸が存在する事が確認されたのは1820年にロシアの探検家ファビアン・ゴットリープ・フォン・ベリングスハウゼンとミハイル・ラザレフがボストーク号(en)とミールヌイ号(en)で行った遠征に端を発する。しかし、厳しい自然環境や、当時は資源が見つからなかった事、そして孤立的な地理条件から、19世紀中はほとんど注目されなかった。
1959年、12ヶ国の批准で始まった南極条約は、その後加盟国が53ヶ国にまで増えた。条約は、軍事的活動や鉱物採掘や核爆発や核廃棄物の発生の禁止、各国家による領域主権主張の凍結、科学的研究の支援と生物地理区としての保護を定めた。多くの国から派遣された科学者たちが、研究や実験を行っている。

## 語源
大陸の名称として単語「Antarctica」を公式に初めて使ったのは、1890年代のスコットランド人地図学者ジョン・ジョージ・バーソロミューである。「Antarctica」は、北極(Arctic)または北の反対(ant-)という意味であるギリシア語の複合語 ἀνταρκτικός (antarktikos) を女性名詞化した ἀνταρκτική (antarktiké) を元に、ラテン文字化したものである。

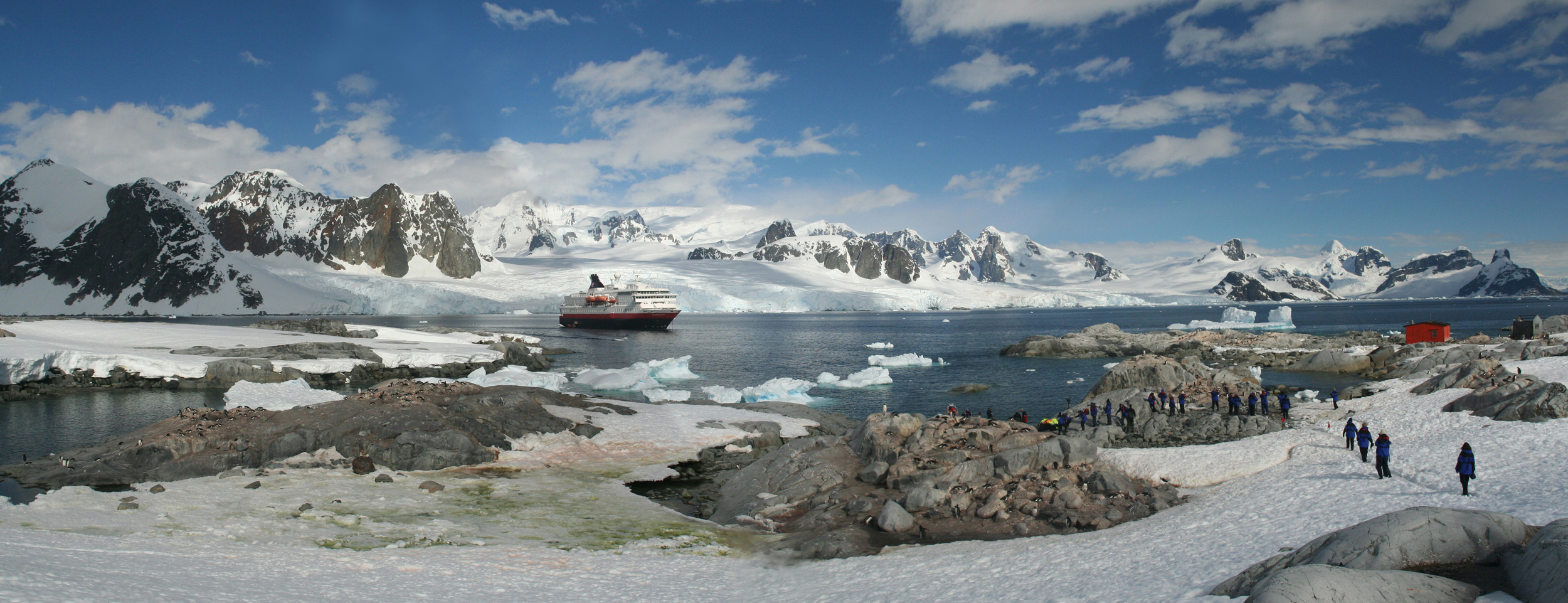
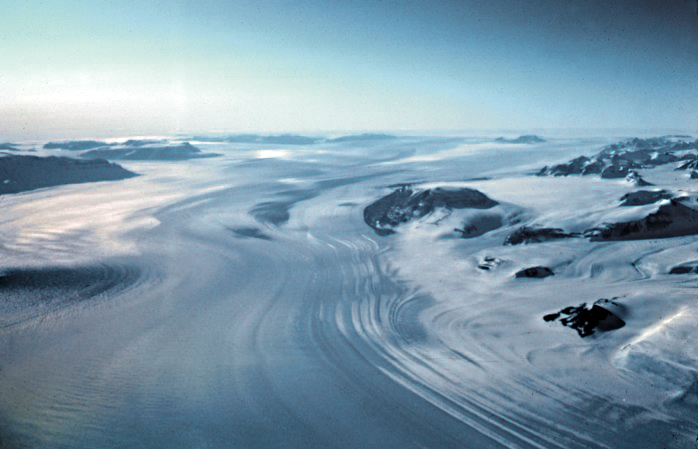
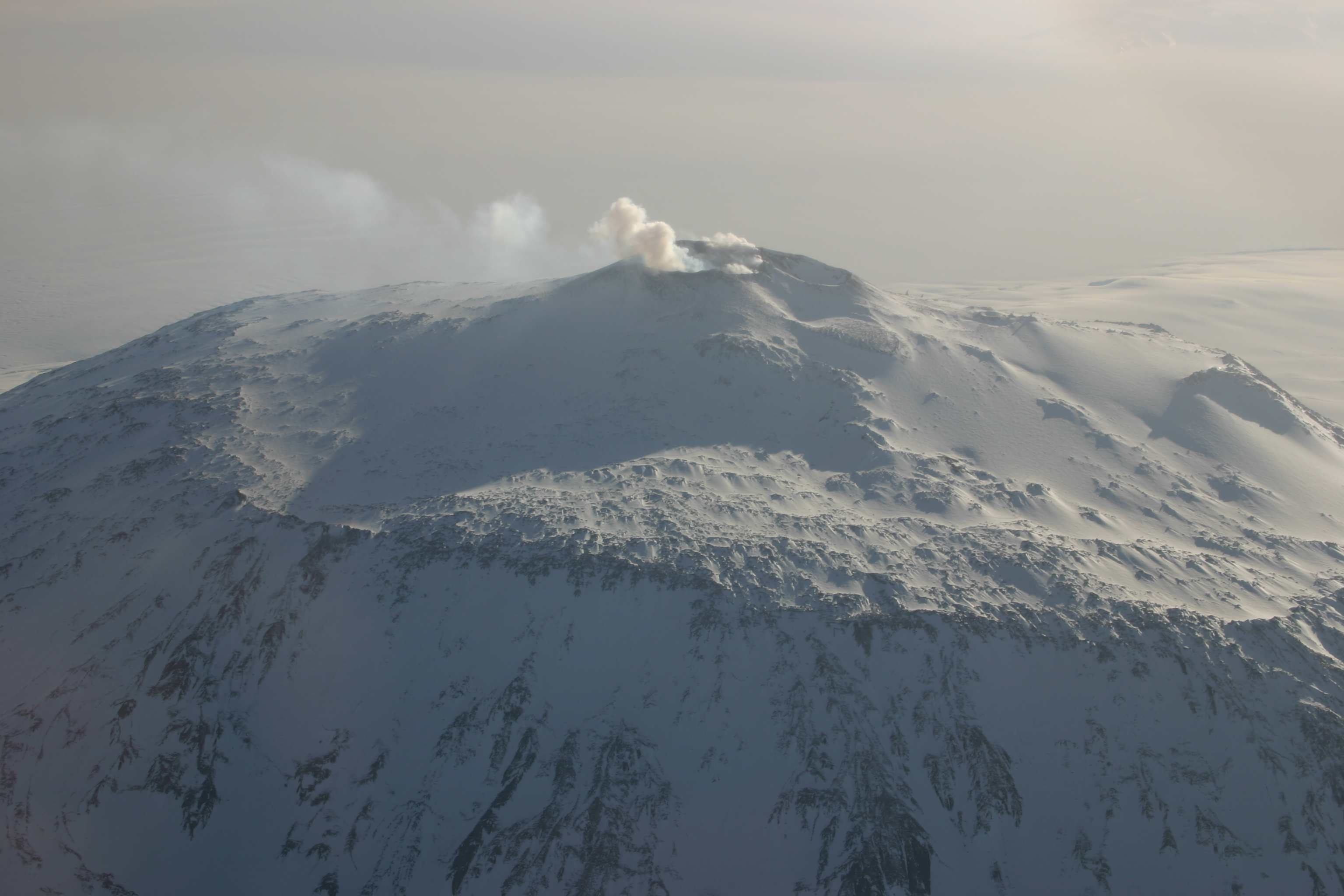
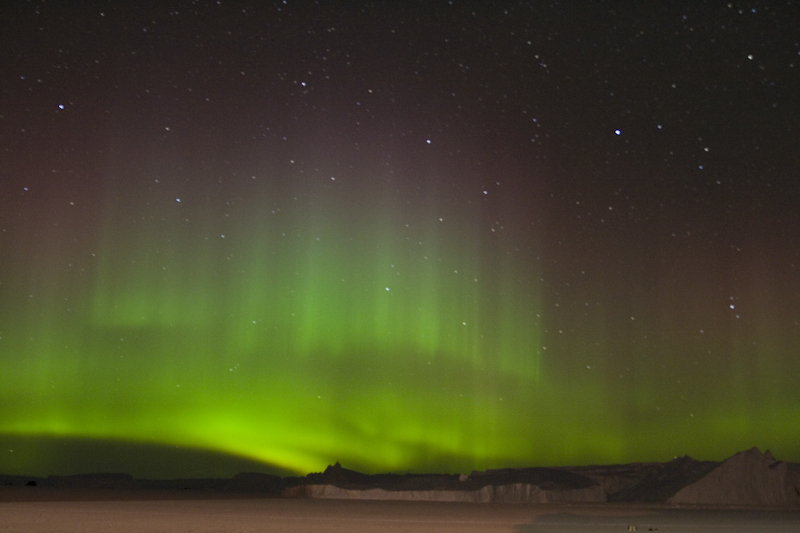

## 歴史

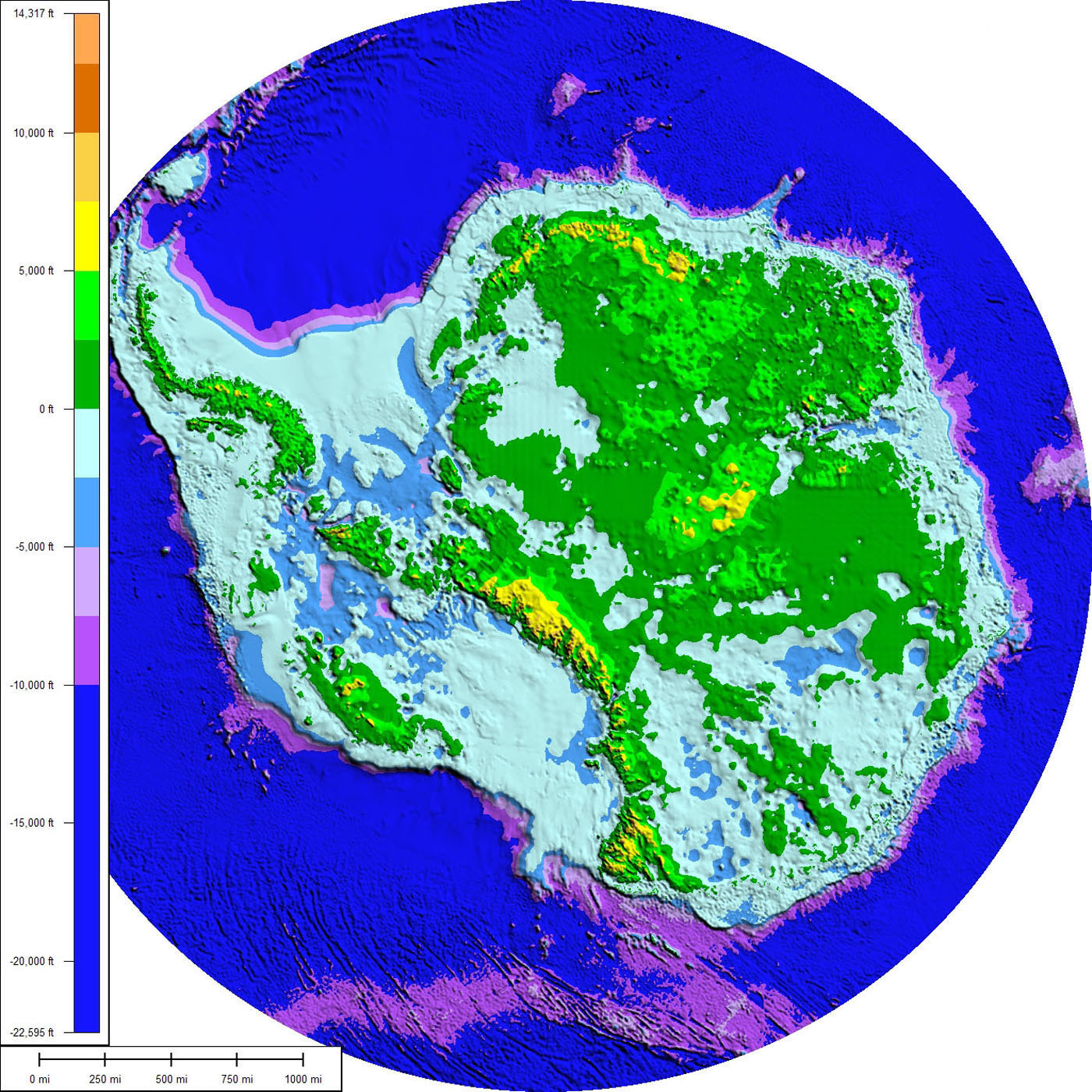
氷床の下に眠る南極大陸の岩盤地形

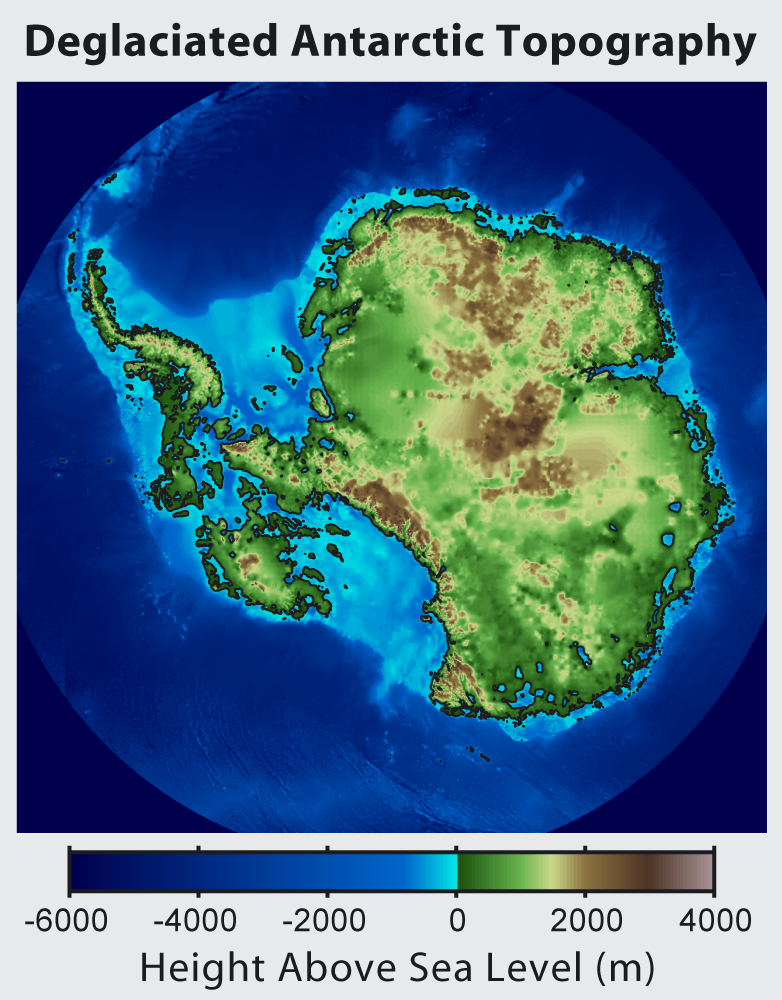
これは、氷床がすべて除かれ、その圧力からの解放による地盤の上昇と海面の上昇を計算した南極の地図である。この地図は氷床の形成を阻むほど温暖だった3,500万年前の南極大陸の状態を示唆するものである。

約2億年前、南極大陸は超大陸ゴンドワナの一部であった。1億8000万年前頃からゴンドワナは徐々に分裂し、南極大陸の現在の形は約2500万年前に形成された。南極大陸は常に寒冷で渇き氷に覆われていた訳ではなく、大陸は現在よりもはるかに北に位置し、熱帯または温帯の気候であった時期が長く、当時は森林で覆われ多様な生物が生きていた。

### 古生代（5億4000万–2億5000万年前）
カンブリア紀にゴンドワナは穏やかな気候にあり、現在の西南極に相当する地域は北半球に位置した。この時期、砂岩や石灰岩または頁岩の堆積が進行した。東南極に相当する地域は赤道上にあり、熱帯の海には無脊椎動物や三葉虫などが繁殖していた。デボン紀初期（4億1600万年前）ゴンドワナは南へ移動を始め、当時の陸上植物の化石を分析した結果から、気候は寒冷になっていったことが分かった。砂やシルトが堆積し、今日のエルスワース山脈、ホーリック山脈、ペンサコーラ山脈の地層を形成した。デボン紀末（3億6000万年前）にはカルー氷河時代が始まり、南極大陸部分は南極点を中心とする位置まで移動し、気温は低下したが、植物は南極植物相として生き残っていた。ペルム紀には湿地帯に繁殖するグロッソプテリスのようなシダ植物門系の植物が優勢になり、後に南極横断山脈の石炭層を形成した。ペルム紀の終わり頃までは、地球温暖化の影響からゴンドワナは暖かく乾燥した状態が保たれていた。

### 中生代（2億5000万–6500万年前）
温暖な環境の中、極氷冠は溶けた状態にあり、ゴンドワナ系の大陸では砂漠化が進んでいた。東南極ではシダ種子類が繁殖し、この頃には砂岩や頁岩の堆積が大量に進んだ。後ペルム紀から三畳紀初期にはリストロサウルスなど哺乳類型爬虫類として知られる単弓類が繁殖した。ジュラ紀（2億600万-1億4600万年前）には南極半島形成や島々の隆起が始まった。この頃にはイチョウの木やソテツ類が旺盛に繁殖した。西南極では球果植物門の森が形成されていたが、白亜紀（1億4600万-6500万年前）の終わり頃にはナンキョクブナ科が優勢になりつつあった。アンモナイトが周辺海域で一般的な生物であった。恐竜も棲息していたが、知られているものは3属に留まっている。ハンソン層からは、クリョロフォサウルス（獣脚類）とグラシャリサウルス（en:Glacialisaurus、竜脚類）およびアンタークトペルタ（鳥盤類）が見つかっている。

### ゴンドワナ大陸の分裂（1億6000万-2300万年）
1億6000万年前にアフリカ大陸が南極大陸と分離し、白亜紀の初期（1億2500万年前頃）にインド亜大陸も離れた。6500万年前頃には、オーストラリア大陸と分かれていなかった南極大陸は熱帯もしくは亜熱帯気候にあり、有袋類中心の動物相を持っていた。約4000万年前、オーストラリアとニューギニア島が分離し、南極大陸が独立した。そしてこの頃から最初の氷が形成され始めた。約3400万年前のE/O境界を過ぎる頃、二酸化炭素の濃度はそれ以前から数百ppm下がった約760ppmになった。2300万年前後には南アメリカ大陸との陸峡が切れてドレーク海峡が開かれ、その結果南極環流が生じて南極大陸は完全に孤立した。二酸化炭素の減少は環境変化に大きく影響し、森林に取って替わって氷が大陸に広がり始めた。約1500万年以降、大陸は氷で閉ざされている。

### 新第三紀（2300万年-5000年前）以降
1986年、オハイオ州立大学の古生物学者ピーター・ウェブのチームは、南極点から640kmの地点に、300万年前（鮮新世）に繁殖していた大規模な温帯森林の痕跡を発見した。

## 探検の歴史

### 発見まで

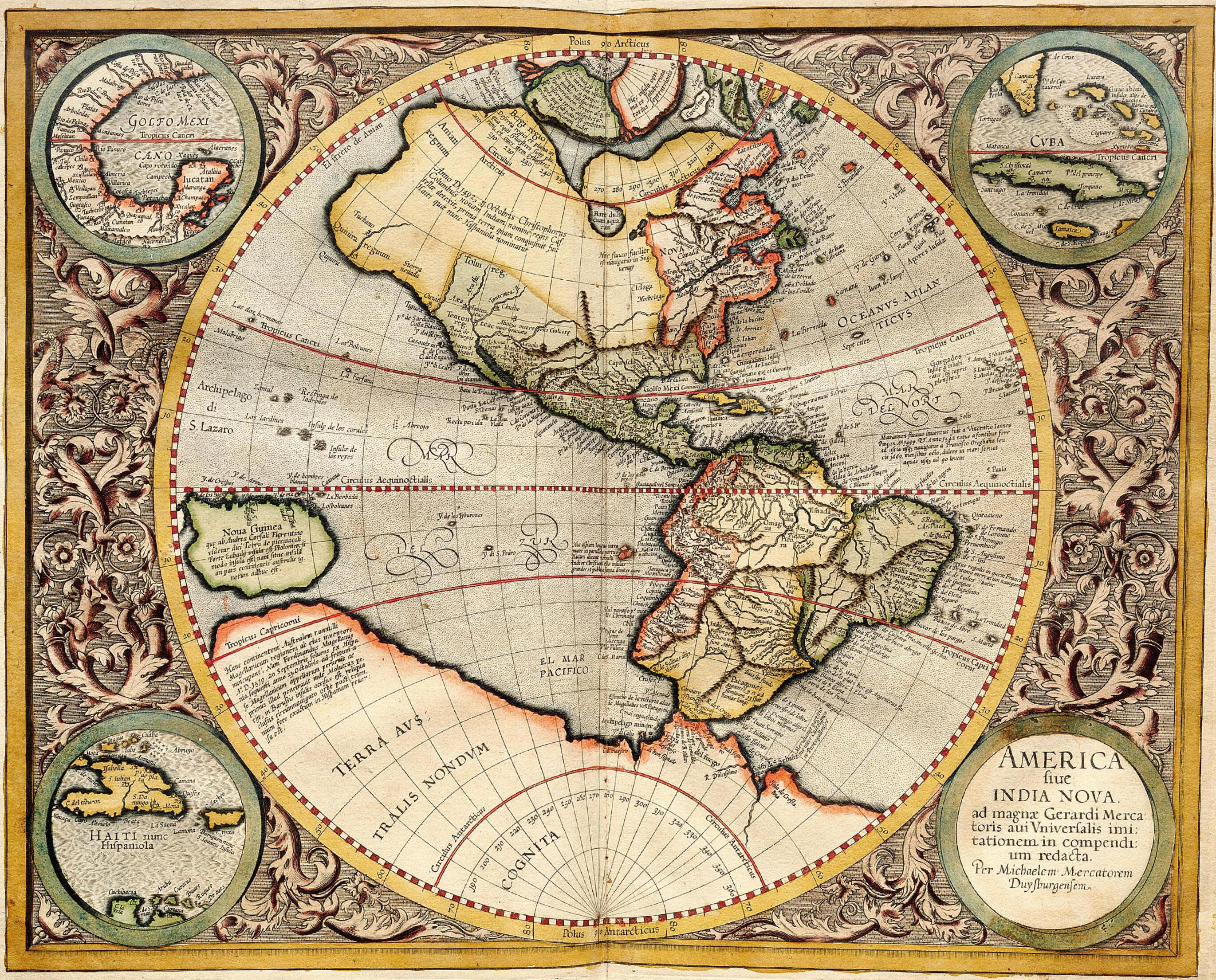
メルカトルによる世界地図

北半球の大陸（ヨーロッパ・アジア・北アフリカ）と地球規模のバランスを取る大陸が南の果てにあるという考えは、プトレマイオスが「世界の陸塊には対称性がある」と示した通り、2世紀頃には存在した。この概念は、南アメリカやオーストラリアの発見を経た17世紀末に至ってもなお、これらの面積が釣り合わないことから依然として残っていた。ゲラルドゥス・メルカトルが1569年に出版した世界初の世界地図には「テラ・アウストラリス・インコングニタ」（未知の南の大陸）という、フエゴ島からオーストラリア大陸までを含めた巨大な大陸が書かれている。船乗りたちの興味は、この架空かつ未知の大陸へ向けられるようになり、マゼラン、ドレーク、タスマン、そしてジェームズ・クックなどが南海を何回も探検した。

前述の仮想上の陸地は、クック船長率いるレゾリューション号とアドヴェンチャー号が1773年1月17日と12月そして1774年12月に南氷洋の南極環流を突っ切るまで、ヨーロッパの世界地図に痕跡を残していた。1773年1月、クック一行は南極大陸沿岸から約121kmまで近づいたが、結局は陸地を発見できなかった。それでもクックはテーブル型氷山が多いことから陸地は存在するだろうと推測していた。そして
と記している。

### 到達と探検

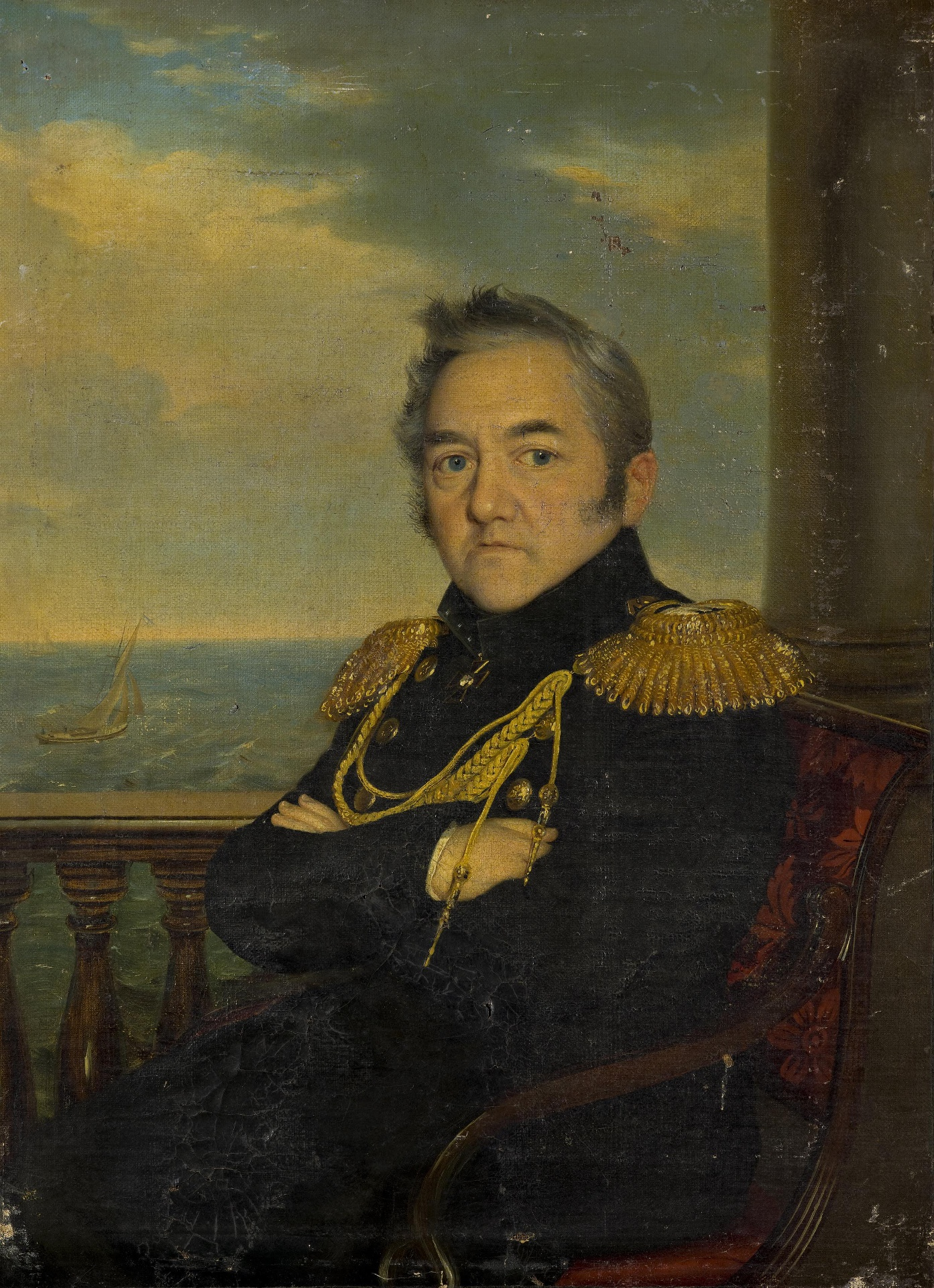
ミハイル・ラーザレフは、南極の土地を発見した最初のナビゲーターである。

様々な機関（例えばアメリカ国立科学財団 、アメリカ航空宇宙局、カリフォルニア大学サンディエゴ校など）は、南極大陸上陸は3人の船長が率いた船によって成されたという。
南極大陸は1820年1月28日にエストニア出身のロシア帝国海軍タデウス・ベリングスハウゼンとミハイル・ラザレフが率いるロシアの遠征隊によって発見された。彼らはスループでボストークとミルニーが棚氷に近づき、氷に覆われた土地を発見した。記録された最初の上陸は、1821年2月7日にアメリカ人アザラシ猟師ジョン・デイビスと言われる。
1840年1月22日、バレニー諸島西岸を発見した2日後、3年前からジュール・デュモン・デュルヴィルの冒険に同行していたメンバーらが、アデリーランドのジオデシー岬沖約4kmにあるデュムラン諸島内の最も標高が高い小島に上陸した。ここで彼らは鉱物や藻類および動物のサンプルを得た。
1839年12月には、アメリカ海軍が実施した1838-42年のアメリカ合衆国探検遠征隊の調査（"Ex. Ex.",または"the Wilkes Expedition"とも呼ばれる）がオーストラリアのシドニーから出発し、南氷洋を渡って翌年1月25日にはバレニー諸島西岸を発見した。当時、この場所はウィルクスランドと命名された。
探検家ジェイムズ・クラーク・ロスは、1841年に現在ロス海と呼ばれる海域を通過し、ロス島を発見した。これらには彼の姓が冠された。彼が淵に沿って航行した巨大な氷の壁はロス棚氷と呼ばれる。エレバス山とテラー山は、それぞれ彼の一行が乗っていた2隻の船（エレバスとテラー）に由来する。1853年1月26日にはマーケイター・クーパーが東南極に到達した。

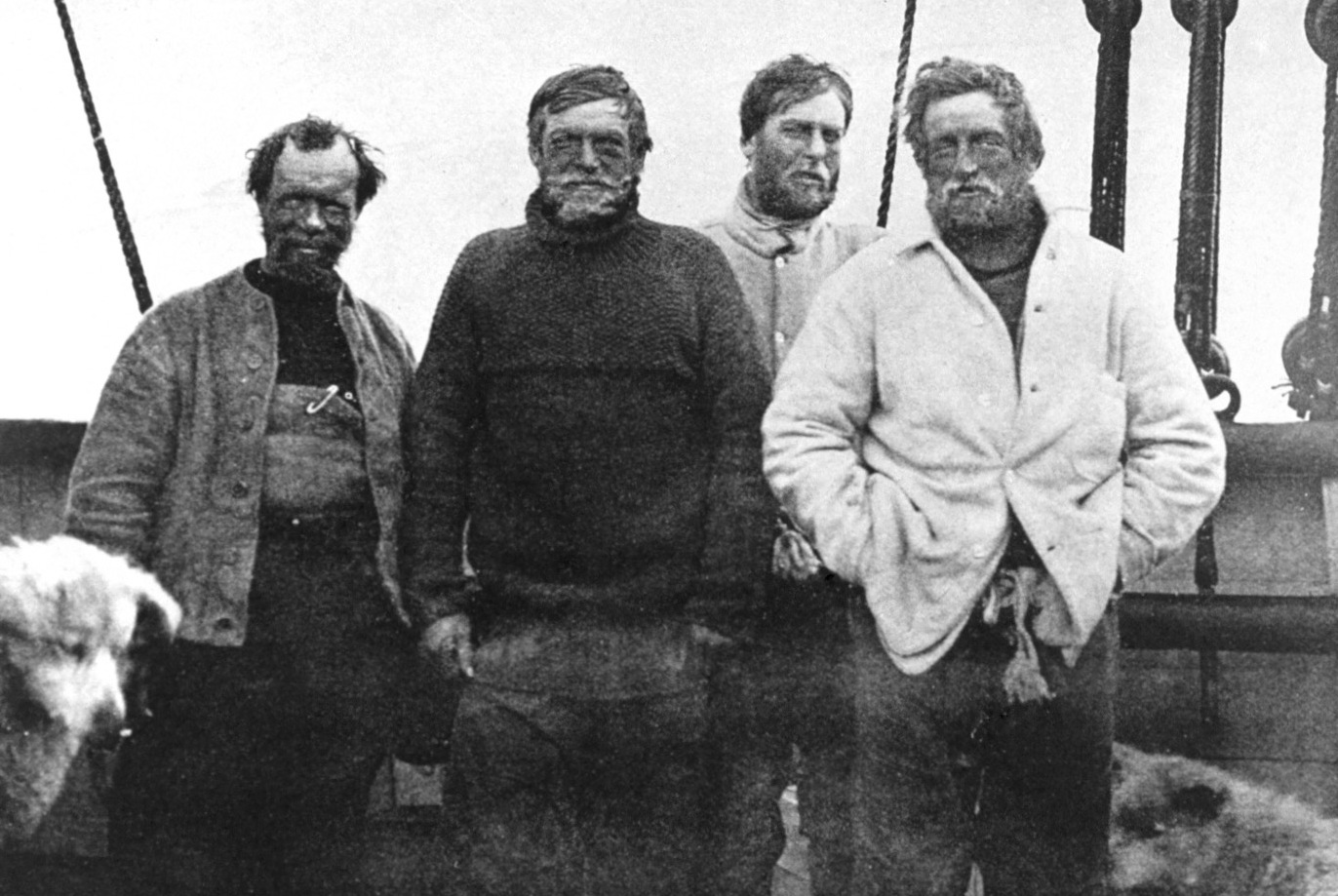
ニムロデ探査の南極点調査隊。左から: フランク・ワイルド、アーネスト・シャクルトン、エリック・マーシャル、ジェームソン・アダムス

アーネスト・シャクルトンが率いた1907年のニムロデ探査において、エッジワース・デイヴィッドの隊は初めてエレバス山を登頂し、南磁極に到達した。ダグラス・モーソンは危険な帰路から生還し、その後も1931年に引退するまで様々な探検を続けた。シャクルトン自身も他のメンバー3人を従え、1908年12月に数々の未踏の地を探検し、1909年2月にはロス棚氷を横断、バードモア氷河を渡って南極横断山脈を越え、そして南極高原に到達した。
ノルウェー人探検家ロアール・アムンセンの隊がフラム号を出発しクジラ湾からアクセルハイベルグ氷河を遡上するルートで南極点を目指し、1911年12月14日に彼らは到達を成し遂げた。テラ・ノヴァ号探検隊のロバート・スコット一行が南極点に到達したのは、彼らに遅れる事1ヶ月だった。
1930年代から40年代にかけて、リチャード・バードは飛行機による南極飛行を数度行った。彼は、南極大陸の通行手段を確立し、大規模な地質学的および生物学的調査を実施したことで知られる。しかし、1956年10月31日にジョージ・J・ドゥフェク率いるアメリカ海軍のグループが航空機で南極点に降り立つまで、訪れる者はいない空白期間があった。
単独で南極大陸に到達した初めての人物はニュージーランド人のデヴィッド・ヘンリー・ルイスであり、彼は「アイス・バード」と名づけた10mサイズの鉄製スループでこれを成し遂げた。

## 地理

南極大陸の地図

南極大陸は、南極点の周囲に非対称的に広がり、おおむね南極圏の南側に位置する世界最南の大陸である。周囲を南氷洋が取り囲んでいる。あるいは太平洋・大西洋・インド洋の南端、もしくは世界大洋の南端が取り囲んでいるとも言える。
面積は1400万km2で大陸としては5番目に当り、ヨーロッパ大陸の1.3倍に相当する。最高峰はエルスワース山脈にある海抜4,892mのヴィンソン・マシフである。海岸線17,968kmは、以下の表で示される通り、ほとんどが氷で閉ざされている。
| 種類                          | 比率 |
| ----------------------------- | ---- |
| 棚氷（浮遊した氷の縁）        | 44%  |
| 氷壁（陸地にある氷の部分）    | 38%  |
| 氷河流/溢流氷河（氷河の先端） | 13%  |
| 岩石                          | 5%   |
| 合計                          | 100% |

南極大陸地表の約98%は、南極氷床で覆われており、その厚みは平均1.6km以上に達する。地球上の氷の90%が南極大陸に集中しており、その結果淡水の70%が存在していることになる。もし全ての氷が解けると、海水面は約60m上昇する。内陸の降水量は年間20mm以下と非常に少ない。ブルー・アイスと呼ばれる特徴的な地域は、降水量よりも昇華によって失われる水の量の方が多い場所である。
南極大陸には70を超える湖が大陸氷床の下に存在する。ボストーク湖は、1996年にロシアのボストーク基地直下に発見された最大の氷底湖である。これは50-100万年前に氷によって封鎖されたものと考えられていたが、最近の調査では他の湖へ大きな水の流れのあることが判明した。

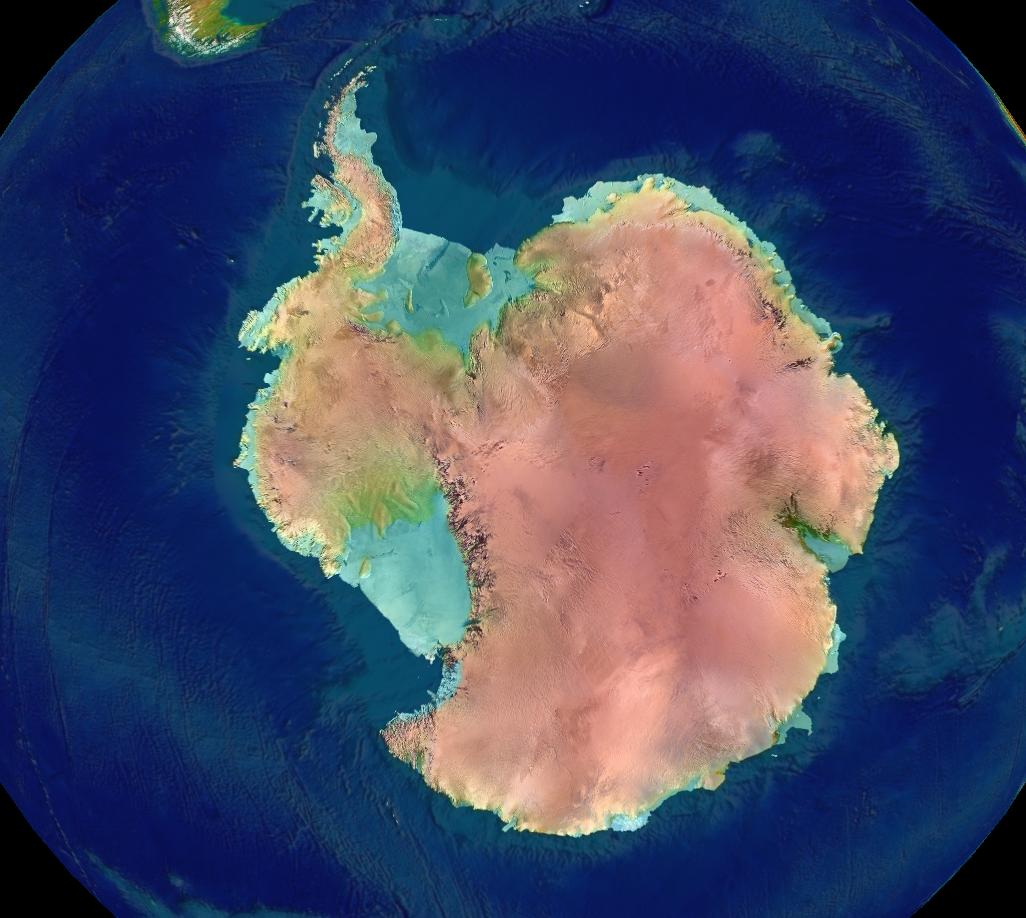
海抜で色分けされた南極大陸
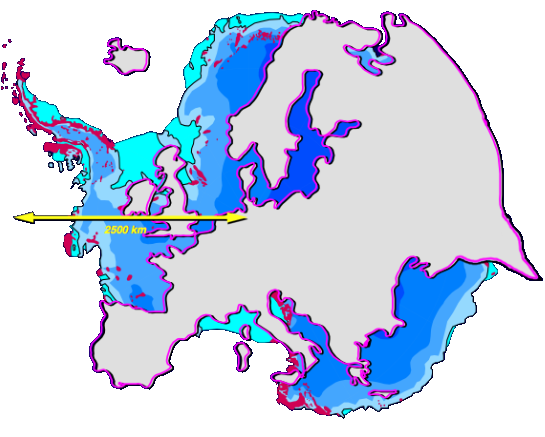
ヨーロッパとの比較
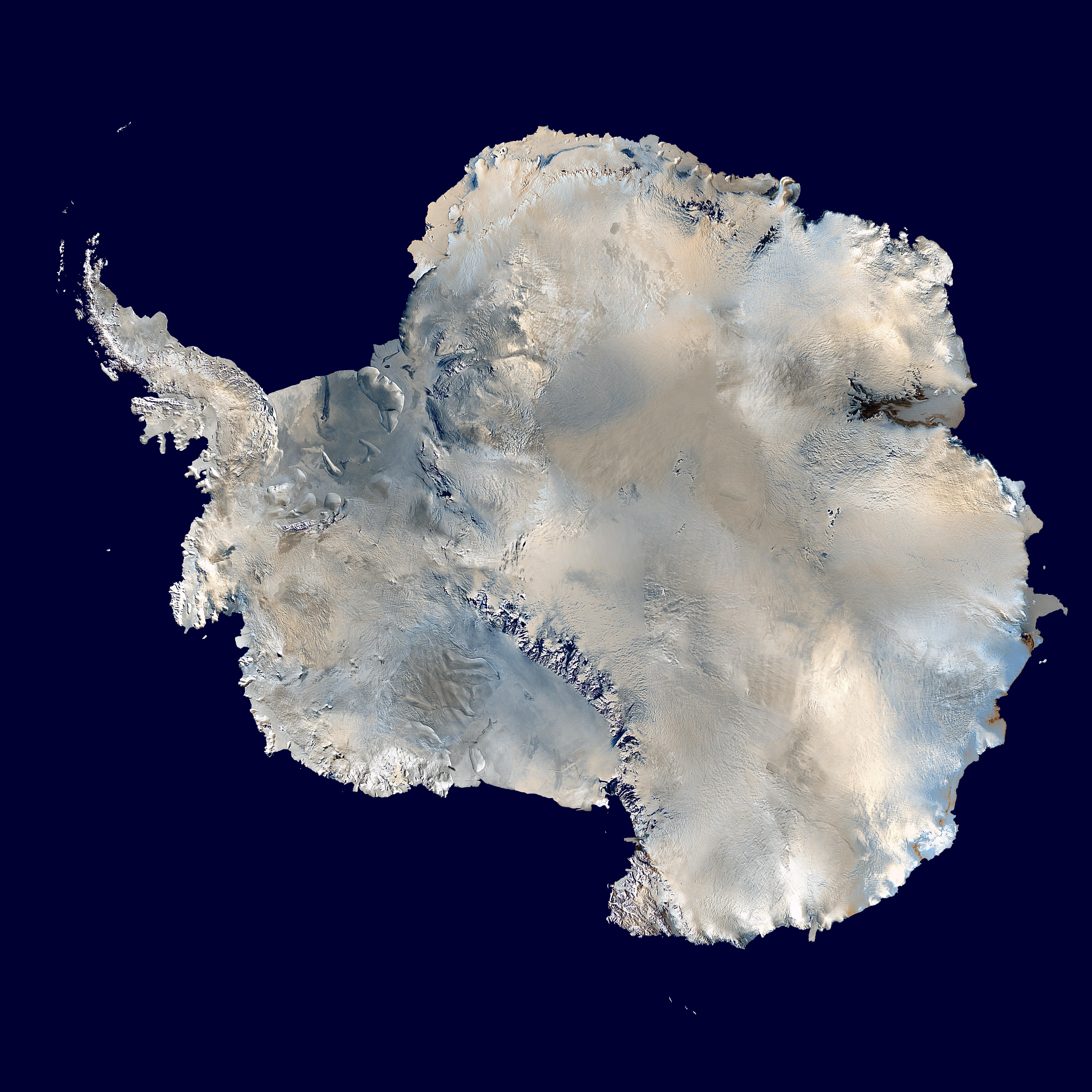
衛星画像

### 西南極と東南極
南極大陸は、ロス海とウェッデル海岸を繋いだ南極横断山脈で二分される。ウェッデル海西側とロス海東側に挟まれた西半球にある地域は西南極 (West Antarctica) と呼ばれ、残りの東半球にある地域は東南極 (East Antarctica) と呼ばれる。この東西の呼び分けは、それぞれがグリニッジ子午線に対しておおよそ西と東にある事を理由とする便宜上のものである。
西南極は西南極氷床で覆われている。この氷床はわずかながらも崩壊する可能性が指摘され、注目を集めている。もし崩壊すれば数世紀単位で起こる緩やかなものながら、何メートルかの海面上昇に繋がると考えられる。氷床の10%に相当するいくつかの南極氷河流は、南極棚氷のひとつに流れ注いでいる。
東南極は南極横断山脈から見てインド洋側にあり、中にはコーツランド、ドロンニング・モード・ランド、マック・ロバートソン・ランド、エンダービーランド、ウィルクスランド、ヴィクトリアランドが広がる。ほとんどの領域は東半球にある。そして、広い面積を東南極氷床で覆われている。

### 南極の火山

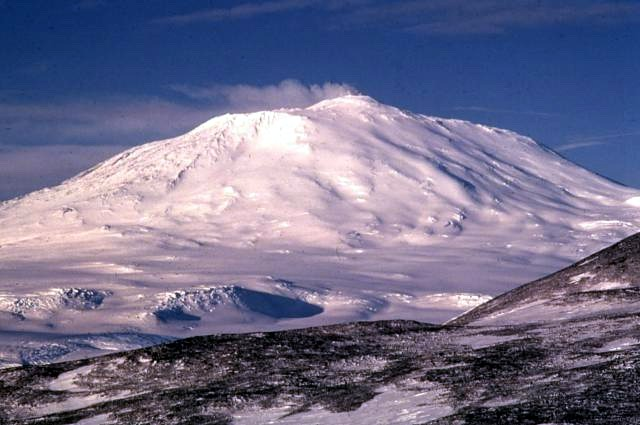
ロス島の活火山、エレバス山

南極大陸や周辺諸島には多くの山々や火山帯がある。火山帯は2つあり、マクマード入江付近のものとサウスシェトランド諸島付近のものである。この内マクマード入江の火山群はホットスポットであり、サウスシェトランド諸島の火山群はプレートの沈み込み口である。ロス島のエレバス山は世界で最も南にある活火山であり、マクマード入江の火山群に含まれる。南極にあるもう一つの活火山はサウスシェトランド諸島のデセプション島であり、1970年に噴火を起こし、その後も温泉や小規模な噴火が確認され、今後も噴火の可能性がある。
休火山の中にも再噴火の可能性は否定できないものがある。2004年、南極半島で海底火山がアメリカとカナダの研究チームにより確認された。最近の研究でも、この無名の火山が活動している可能性を示す証拠が見つかった。

## 気候
| 南極点の気候           | 南極点の気候  | 南極点の気候  | 南極点の気候  | 南極点の気候  | 南極点の気候  | 南極点の気候  | 南極点の気候  | 南極点の気候  | 南極点の気候  | 南極点の気候  | 南極点の気候  | 南極点の気候  | 南極点の気候    |
| 月                     | 1月           | 2月           | 3月           | 4月           | 5月           | 6月           | 7月           | 8月           | 9月           | 10月          | 11月          | 12月          | 年              |
| ---------------------- | ------------- | ------------- | ------------- | ------------- | ------------- | ------------- | ------------- | ------------- | ------------- | ------------- | ------------- | ------------- | --------------- |
| 最高気温記録 °C （°F） | −14 (7)       | −20 (−4)      | −26 (−15)     | −27 (−17)     | −30 (−22)     | −31 (−24)     | −33 (−27)     | −32 (−26)     | −29 (−20)     | −29 (−20)     | −18 (0)       | −13 (9)       | −13 (9)         |
| 平均最高気温 °C （°F） | −25.9 (−14.6) | −38.1 (−36.6) | −50.3 (−58.5) | −54.2 (−65.6) | −53.9 (−65)   | −54.4 (−65.9) | −55.9 (−68.6) | −55.6 (−68.1) | −55.1 (−67.2) | −48.4 (−55.1) | −36.9 (−34.4) | −26.5 (−15.7) | −46.27 (−51.28) |
| 平均最低気温 °C （°F） | −29.4 (−20.9) | −42.7 (−44.9) | −57.0 (−70.6) | −61.2 (−78.2) | −61.7 (−79.1) | −61.2 (−78.2) | −62.8 (−81)   | −62.5 (−80.5) | −62.4 (−80.3) | −53.8 (−64.8) | −40.4 (−40.7) | −29.3 (−20.7) | −52.03 (−61.66) |
| 最低気温記録 °C （°F） | −41 (−42)     | −57 (−71)     | −71 (−96)     | −75 (−103)    | −78 (−108)    | −82 (−116)    | −80 (−112)    | −77 (−107)    | −79 (−110)    | −71 (−96)     | −55 (−67)     | −38 (−36)     | −82 (−116)      |
| 平均月間日照時間       | 558           | 480           | 217           | 0             | 0             | 0             | 0             | 0             | 60            | 434           | 600           | 589           | 2,938           |
| 出典1：WeatherBase     |               |               |               |               |               |               |               |               |               |               |               |               |                 |
| 出典2：Cool Antarctica |               |               |               |               |               |               |               |               |               |               |               |               |                 |

| 昭和基地の気候                                          | 昭和基地の気候 | 昭和基地の気候 | 昭和基地の気候 | 昭和基地の気候 | 昭和基地の気候 | 昭和基地の気候 | 昭和基地の気候 | 昭和基地の気候 | 昭和基地の気候 | 昭和基地の気候 | 昭和基地の気候 | 昭和基地の気候 | 昭和基地の気候 |
| 月                                                      | 1月            | 2月            | 3月            | 4月            | 5月            | 6月            | 7月            | 8月            | 9月            | 10月           | 11月           | 12月           | 年             |
| ------------------------------------------------------- | -------------- | -------------- | -------------- | -------------- | -------------- | -------------- | -------------- | -------------- | -------------- | -------------- | -------------- | -------------- | -------------- |
| 最高気温記録 °C （°F）                                  | 10.0 (50)      | 8.0 (46.4)     | 3.6 (38.5)     | 0.5 (32.9)     | 2.8 (37)       | −0.7 (30.7)    | −2.5 (27.5)    | −2.8 (27)      | −1.1 (30)      | 2.6 (36.7)     | 7.3 (45.1)     | 9.4 (48.9)     | 10.0 (50)      |
| 平均最高気温 °C （°F）                                  | 2.0 (35.6)     | −0.5 (31.1)    | −4.3 (24.3)    | −7.6 (18.3)    | −10.7 (12.7)   | −12.1 (10.2)   | −14.1 (6.6)    | −15.8 (3.6)    | −14.9 (5.2)    | −10.8 (12.6)   | −4.0 (24.8)    | 1.1 (34)       | −7.6 (18.3)    |
| 日平均気温 °C （°F）                                    | −0.7 (30.7)    | −2.9 (26.8)    | −6.5 (20.3)    | −10.1 (13.8)   | −13.5 (7.7)    | −15.2 (4.6)    | −17.3 (0.9)    | −19.4 (−2.9)   | −18.1 (−0.6)   | −13.5 (7.7)    | −6.8 (19.8)    | −1.6 (29.1)    | −10.4 (13.3)   |
| 平均最低気温 °C （°F）                                  | −3.7 (25.3)    | −5.5 (22.1)    | −9.2 (15.4)    | −13.0 (8.6)    | −16.6 (2.1)    | −18.7 (−1.7)   | −20.8 (−5.4)   | −23.3 (−9.9)   | −22.0 (−7.6)   | −17.2 (1)      | −10.4 (13.3)   | −4.6 (23.7)    | −13.7 (7.3)    |
| 最低気温記録 °C （°F）                                  | −12.6 (9.3)    | −18.2 (−0.8)   | −25.2 (−13.4)  | −35.9 (−32.6)  | −40.5 (−40.9)  | −38.3 (−36.9)  | −42.7 (−44.9)  | −42.2 (−44)    | −45.3 (−49.5)  | −34.7 (−30.5)  | −25.0 (−13)    | −12.9 (8.8)    | −45.3 (−49.5)  |
| 平均降雪日数 （≥0 cm）                                  | 11.0           | 14.2           | 19.3           | 20.1           | 18.5           | 17.2           | 18.9           | 19.3           | 18.2           | 20.2           | 13.9           | 10.7           | 200.6          |
| % 湿度                                                  | 67             | 68             | 71             | 72             | 67             | 65             | 66             | 64             | 64             | 69             | 68             | 68             | 67             |
| 平均月間日照時間                                        | 375.7          | 203.2          | 120.1          | 58.0           | 17.7           | 0.0            | 4.8            | 64.1           | 136.5          | 191.0          | 316.0          | 434.6          | 1,925.9        |
| 出典：気象庁 (平均値：1981年-2010年、極値：1957年-現在) |                |                |                |                |                |                |                |                |                |                |                |                |                |

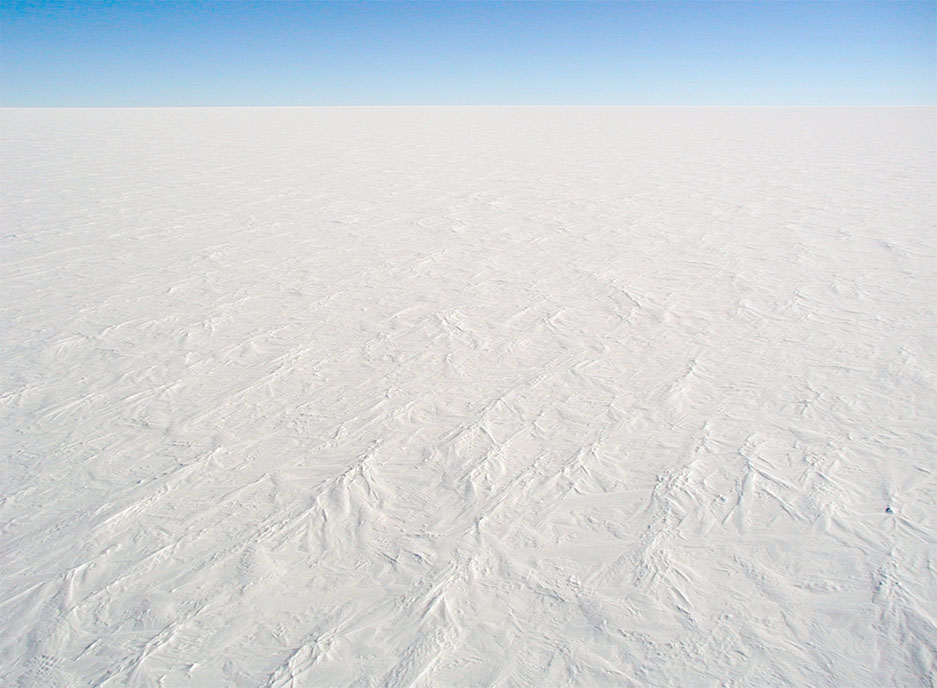
コンコルディア基地があるドームCの雪原。大陸のほとんどにこの風景が広がる

南極大陸は地球上で最も寒い場所である。1983年7月21日には、ボストーク基地で−89.2 °C (−128.6 °F)という最低気温が記録された。また、2010年8月10日にはドームA付近の氷原において、地表面温度が-93.2℃に達した。これは同地点の典型的な気圧下におけるドライアイスの昇華点よりも低く、さらにはアンモニアの融点(-77℃)よりも低い。東南極は西南極よりも標高が高いため、より寒冷である。
南極が北極よりも寒い理由は、
1. 標高がほとんど海抜3000メートル以上であること。
2. 北極には北極海があり、海洋は相対的に暖かいので、浮氷を通してそれが伝わるため。

の2つが挙げられ、北極は南極の地表のように極端な状態になることがない。
高緯度にあることから、一日中太陽が昇ったままであったり逆に沈んだままである状態が発生する。夏の晴天時には一日中太陽が沈まないため、太陽光の照射量は南極点の方が同時期の赤道上よりも多い。南極大陸における最高気温の記録は、2015年3月24日に南極半島北端のアルゼンチン管轄のエスペランサ基地で観測された17.5℃である。上空のオゾン層が破壊され、真っ白な雪に覆われた大地は、降り注ぐ紫外線のほとんどを反射し、しばしば日焼けが健康問題にもなる。
南極大陸は降水量が非常に少ない、「凍りついた砂漠」と言える。南極点における年間降水量は平均100ミリメートル未満である。最低気温は冬季内陸で−80 °C (−112 °F)から−90 °C (−130 °F)程度にまで達し、最高気温は夏季沿岸部でも5 °C (41 °F)から15 °C (59 °F)程度にしかならない。中心部の冷たく乾いた環境ゆえに、気象前線が大陸にかかることは稀である。大陸中心部の降水は少ないが、氷が非常に長い期間解けずに残存する。
大陸沿岸部は南極台地が吹き降ろす強い滑降風に晒され、時に嵐にもなる。それに対し内陸部の風速は特に強いものではない。
南極点付近の夜空には南極光とも呼ばれるオーロラが見られる。これは太陽風のプラズマが地球の大気を通過することで発生する光学現象である。他の珍しい現象には、太陽光の異常屈折がもたらすグリーンフラッシュや、細氷（ダイヤモンドダスト）という、細かな氷の結晶が降ることがある。これは通常、晴天か晴天に近い時に発生するため、しばしば天気雨の一種と考えられている。またそれに伴うサンピラーが現れることもある。幻日は、太陽の脇に別に光点が見られるものであり、大気中で起こる光学現象の一種である。

## 人口

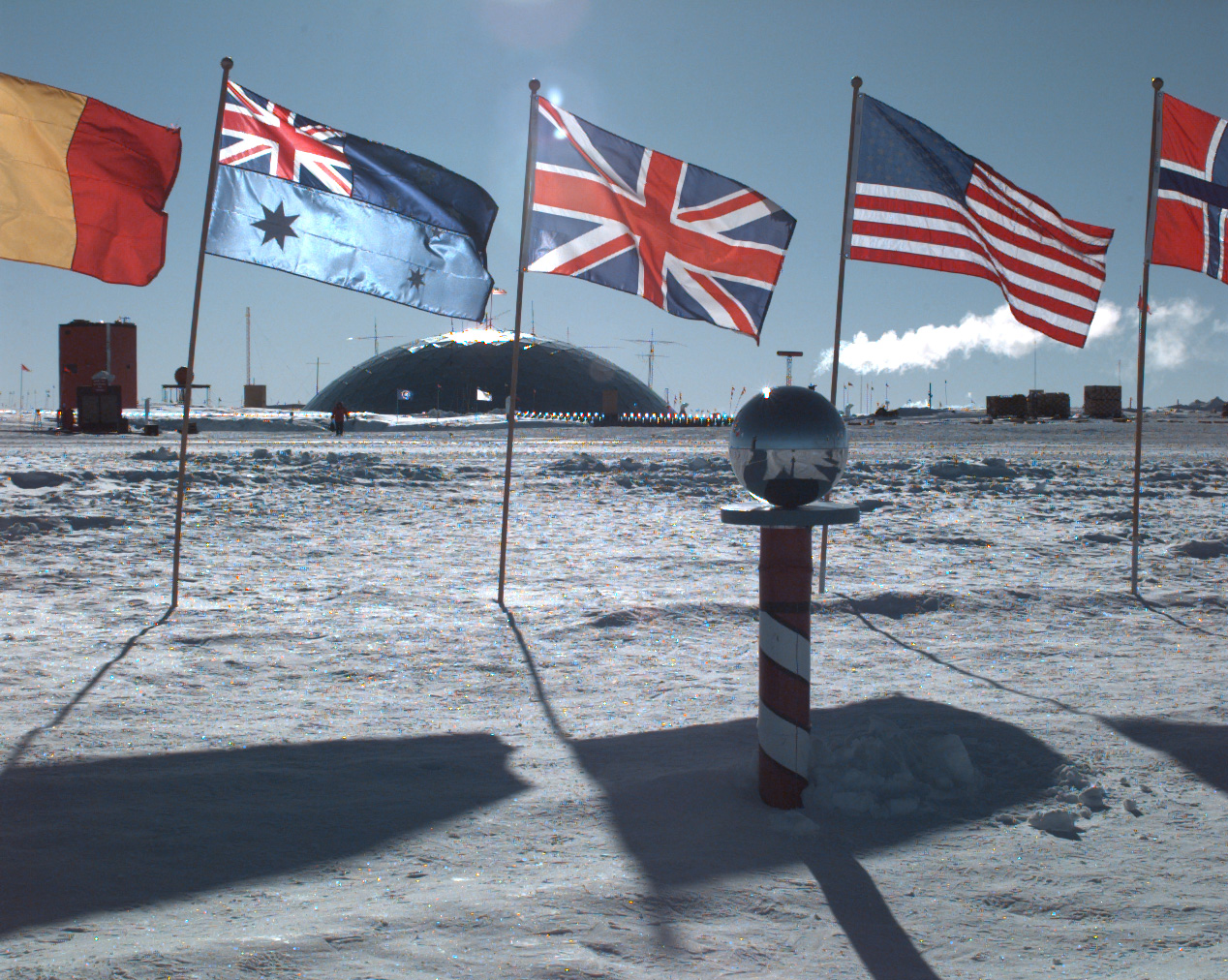
アムンゼン・スコット基地のセレモニアル・ポール

南極大陸には永住している者はいない。しかし多くの国が恒常的な研究所（基地）を大陸上に設置している。そこではたくさんの人々が科学的研究関連の業務に従事し、周辺諸島を加えると冬には約1000人、夏には約5000人程が常駐している。多くの基地には1年を通じて滞在し越冬する者がいる。ロシアのベリングスハウゼン基地には、2004年に正教会の至聖三者聖堂が置かれ、年度交替で1-2人の聖職者が常駐している。
南極大陸の周囲を含む南極収束線内で初めて半恒常的に居住した人々は、1786年から1年以上の期間をサウスジョージア島で過ごしたアザラシ猟師のイギリス人やアメリカ人であった。1966年までの捕鯨が行われていた時代、この島には夏に1000人以上、最盛期には2000人以上が住み、冬にも200人程度が残っていた。この頃に住んだ人々はノルウェー人だったが、イギリス人の比率も増えつつあった。定住地は、グリトビケン、リース港、キング・エドワード・ポイント、ストロムネス、フースヴィーク、プリンスオーラブ港、オーシャン港などがあった。捕鯨基地の長官や上級役人たちはしばしば家族とともにこれらの地に住んだ。彼らの中にはグリトビケンの設立者であり、1910年には家族とともにイギリスの市民権を得た捕鯨者で冒険家のカール・アントン・ラーセンがいた。
南極収束線の内側で誕生した初の人物は、1913年10月8日にグリトビケンで生まれたノルウェー国籍の女性ソルヴェイグ・ヤコブセンである。南緯60度線（南極条約によって定められた大陸境界）の内側では、1978年に南極半島先端のエスペランサ基地で誕生したアルゼンチン人のエミリオ・パルマになる。大陸本土では、1984年に家族で居住する設備を備えていたエドゥアルド・フレイ・モンタルバ基地で生まれたJuan Pablo Camachoである。
火災について
風が強く火が燃え広がりやすく、消火しようにも液体の水の確保が難しいため、建物の間は火災の延焼防止のため離されている。
マクマード基地にフルタイムで対応する唯一の南極最大の消防署がある。この消防施設はマクマード基地に2か所置かれており、ステーション1はマクマード中央部にあり、ステーション2は飛行場の専属である。ほかにもサザンモストやボストーク基地などパートタイムの消防署が置かれている。
南極で最初の火災は、サザンクロス遠征の時に起きたもので、ろうそくが倒れ小屋を全焼させている。その後も何度も起きており、少なくない死者や物資の喪失を被っている。

## 生物

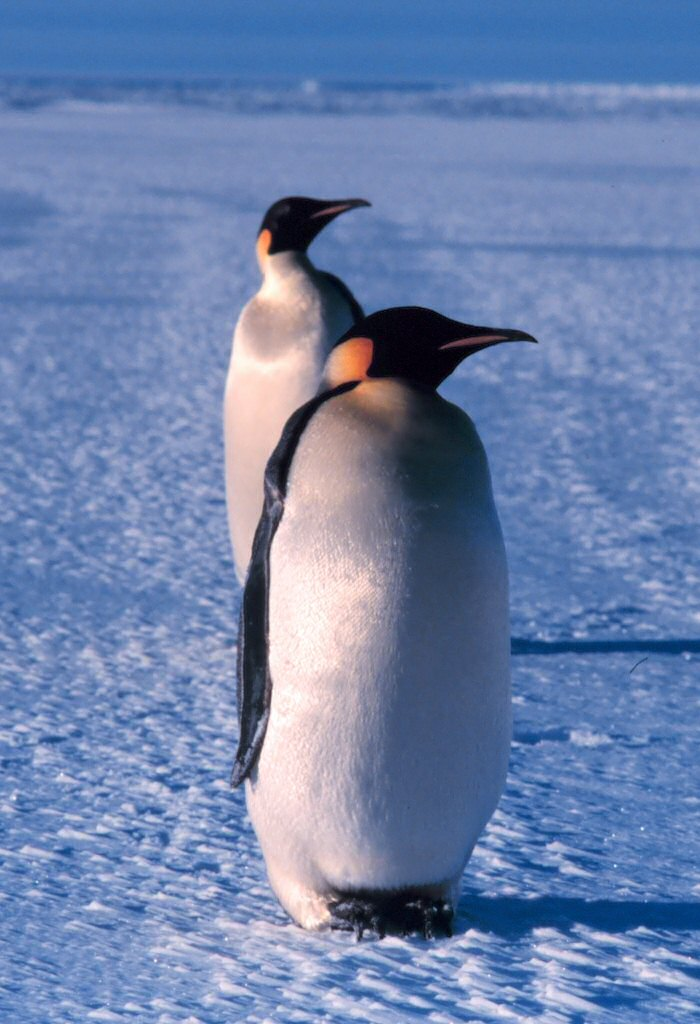
ロス海のコウテイペンギン

南極大陸に生きる陸生脊椎動物は非常に少ない。無脊椎動物では、南極ササラダニなど5種類のダニ、ハジラミ、線形動物、緩歩動物、輪形動物、オキアミ、トビムシ目などがいる。体長6mmにもならない飛べない小虫のナンキョクユスリカは、南極大陸に広く分布する固有種である。ユキドリは、南極大陸でもっぱら繁殖活動を行う3種の鳥のひとつである。
植物プランクトンを餌とする海洋生物は多様に存在する。南極には、ペンギン、シロナガスクジラ、シャチ、ダイオウホウズキイカ、オットセイ、アザラシなどが棲息している。亜南極域を含めると、ペンギンはコウテイペンギン・アデリーペンギン・キングペンギン（オウサマペンギン）・ヒゲペンギンなど8種類が棲息している。
18-19世紀にはアメリカやイギリスの狩猟者によって、ナンキョクオットセイが乱獲された。イギリスのアザラシ狩猟者でありウェッデル海へ遠征したジェームズ・ウェッデルから名を取ったウェッデルアザラシを始め、南極にはヒョウアザラシ、カニクイアザラシ、ロスアザラシ、ミナミゾウアザラシの5種類がいる。大規模な群れをつくるナンキョクオキアミは、南氷洋における生態系のキーストーン種であり、アザラシ、イカ、ノトテニア亜目、ペンギン、アホウドリ科など鳥類にとって重要な餌となる。
500人規模の研究者が投入された海洋生物に対する調査が国際極年に行われ、結果が2010年に纏められた。この研究は海洋生物センサス(CoML)の一環であり、有意義な報告を含んでいた。12000kmの隔たりを持つ南北両極には250種以上の生物が存在する。クジラや鳥など、大型の生物は周遊を行う。驚くべき事には、蠕虫やナマコまた遊泳するカタツムリなどが両極海洋部で発見された。このような分布状況が生じた要因は複数考えられる。両極と赤道域を繋いで流れる海洋深層水は温度変化がさほど激しく無く、差異は5℃を上回らない。この熱塩循環が卵や幼虫を運んだという考えもある。

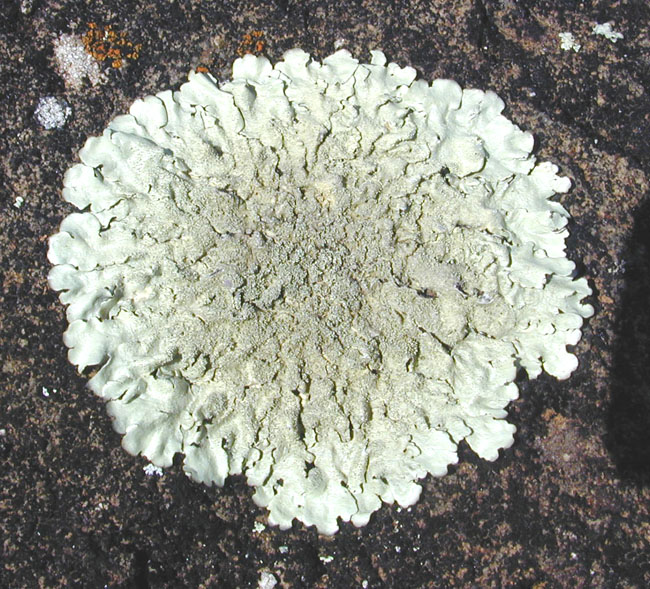
南極大陸には、地衣類系の菌類が約400種生息している

凍りつく気温、痩せた土壌、乾燥、光量の不足などの厳しい条件下では、南極大陸で繁殖できる植物は非常に限られてくる。地表に生える藻類や地衣類を含む菌類以外では、約100種の蘚類や25種の苔類などコケ植物が大陸に広く分布し、顕花植物に至っては南極半島で見られるナンキョクコメススキとナンキョクミドリナデシコの2種類しか存在しない。成長する季節は夏のみ、期間は長くとも2-3週間に限られる。しかし、地球温暖化の進行に伴いスズメノカタビラの帰化が確認されるなどしている。
菌類は1150種が確認され、400種が地衣類、750種がそれ以外である。中には、厳しい環境に対応した岩石内微生物の種もいる。藻類も数百種存在するが、ほとんどは植物プランクトンである。夏の期間、さまざまな氷雪藻や珪藻が沿岸水域で豊富に繁殖する。近年、氷河の下になる深いところから、古代生態系に属する複数のバクテリアが生きた状態で発見された。独立栄養生物の集団はほとんどが原生生物で占められている。

### 保護

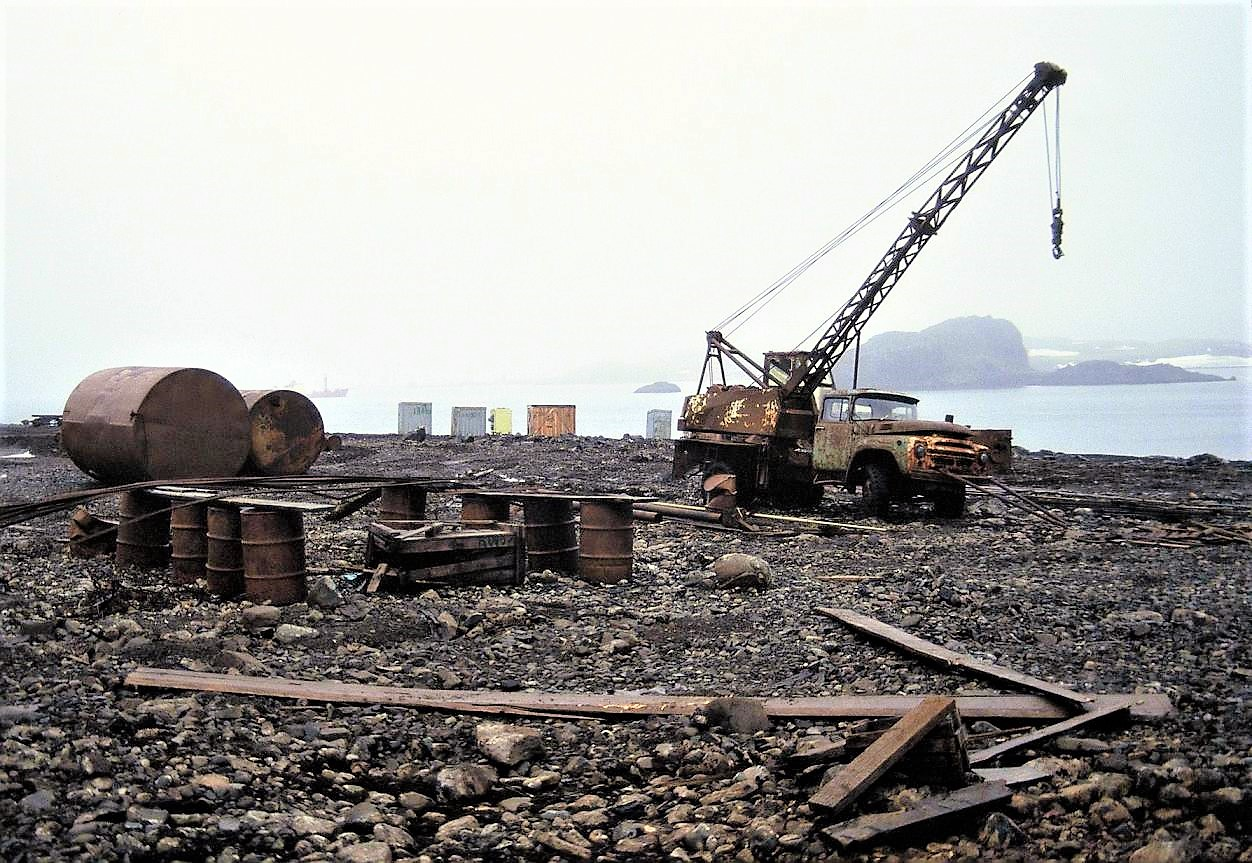
ベリングスハウゼン基地、1992年。写真のような投棄や廃棄は、古くなった乗り物も含めて、1998年の環境保護に関する南極条約議定書発行以降禁止されている

環境保護に関する南極条約議定書（マドリッド協定書）が1998年に発効され、南極の生物多様性の保護と管理に関する主要な手段となった。南極条約協議会は、環境保全委員会から環境や保護に関する勧告を受ける。委員会は特に、域外から意図せざる外来生物が南極大陸に持ち込まれる事のリスクに注意を払っている。
1978年、アメリカはAntarctic Conservation Actを採択し、南極大陸における自国の活動に制限を加えるようになった。これは、外来動物や植物の持ち込みに刑事罰を加えられる。また、南極の生態系において大きな位置を占めるオキアミの乱獲には、漁業方法を公的に制定する事で対処している。1980年に発効された南極の海洋生物資源の保存に関する条約 (CCAMLR) は、南極全体の生態系に及ぼす潜在的な影響を考慮し、南氷洋で操業するすべての漁業活動を制御するよう定めている。このような新たな取り組みにもかかわらず、野放しや密漁は止まず、特にマジェランアイナメはチリ沿岸産と偽ってアメリカ市場で売られるなど深刻な問題となっている。アイナメの密漁は増加し、2000年には32,000トンが乱獲された。

## 政治

2002年に締結された南極条約のシンボルマーク

南極大陸の地域に領有権を持つと主張する国は複数あるが、実際には政府は存在しない。これら国々の一部には相互に主張を承認しているところもあるが、世界的にはこれらの主張は正当性を持たないと認識されている。
新たな領有権主張は1959年以降中断しており、南極大陸は政治的な中立地とみなされている。この1959年は南極条約が批准された年であり、他の関連する合意とともに、この規制された状態は「南極条約体制」と呼ばれる。南極条約体制では、全陸地および南緯60°線以南の棚氷を南極と規定し、その対象と定める。条約は、ソビエト連邦（これはロシアに引き継がれた）、イギリス、アルゼンチン、チリ、オーストラリア、アメリカ合衆国など12ヶ国が調印している。この体制では、南極を自由な学術調査と環境保護が維持される科学的な保護区と位置づけ、大陸での軍事活動を禁止している。これは、冷戦中に初めて確立された軍備管理協定である。
1983年、南極条約の調印国は資源採掘に対する協定制定に向けた交渉を開始した。この際、グリーンピースなど国際的な組織が公衆による圧力活動を展開して採掘への反対を押し進め、人間の活動が大陸に与える影響を記録するために例年の派遣を行った。1988年、南極鉱物資源活動規制条約が採択された。しかし翌年オーストラリアとフランスは、同条約の意図も目的も意味をなさないと解釈して、批准しないと発表した。両国は、その代わりに南極環境を保護するための包括的な制度を定めるべき議論をすべきだと主張した。これを他国も認め、議論の末に1998年1月14日に環境保護に関する南極条約議定書が取り交わされた。この議定書では、南極は「平和と科学のための自然保護区」と定め、すべての採掘を禁止している。

### 軍事活動

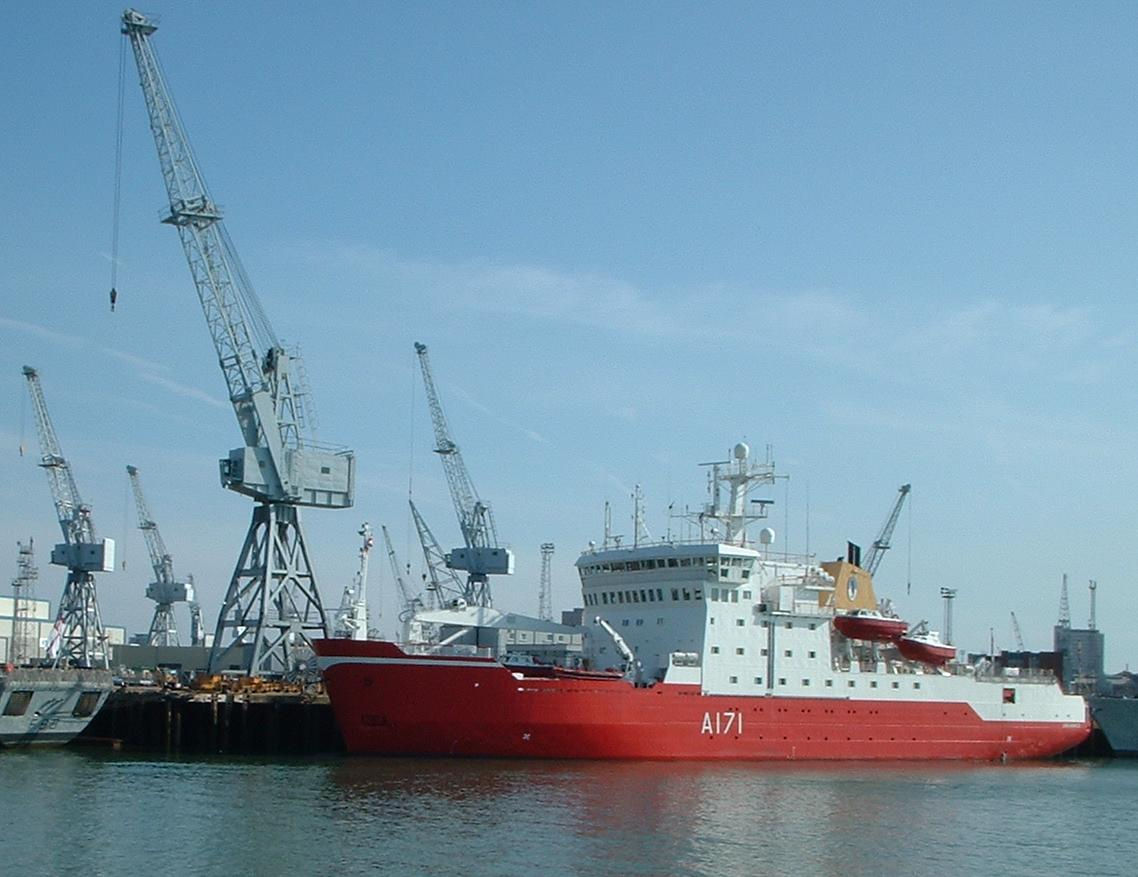
HMSエンデュランス。イギリス海軍のイギリス領南極地域哨戒艦艇

南極条約が定める南極における軍事行動禁止は、軍事基地や要塞の建設、軍事的作戦行動、武器の実験試用も禁止している。ただし、純粋な科学研究を目的とする場合のみ、軍人や軍備の受け入れを認めている。例えばアメリカ空軍はニュージーランドからアムンゼン・スコット基地まで軍用機で物資を輸送している（ディープフリーズ作戦）。なお過去において南極に設置された、記録に残る唯一の軍事施設はアルゼンチン軍のオペレーション90のみである。
アメリカ軍は、南極における研究活動に功績があった軍人や民間人を表彰する南極派遣章を設けている。この章の授与者には、冬の6ヶ月間を2度大陸で越冬した者に対する線章も与えられる。

### 南極における領有権主張

南極での領有権主張（面積順）。主張のいくつかは地域が重複している :
オーストラリア
ノルウェー
イギリス
チリ
アルゼンチン
ニュージーランド
フランス

1908年のイギリスに始まる南極大陸での領有権主張は、ニュージーランド、フランス、オーストラリア、ノルウェー、チリ、アルゼンチンの計7ヶ国が行った。これらは実効支配が無いと、当時のアメリカとソ連が認めなかった。第二次世界大戦後、政治・軍事的な重要性から、南極条約によって領土の主張を棚上げする決定が下された。それぞれの国が主張する領土は、南極点を要に扇形になっており、これはセクター理論と呼ばれる。アルゼンチン・イギリス・チリの主張する地域には重なった部分がある。
その他の国では、ブラジル 、ペルー、旧ソ連に引き続きロシア、南アフリカそしてアメリカも南極の領有に関する権利を何らかの形で表明している。

## 経済
南極大陸からは石炭・石油・天然ガスが発見され、大陸棚を含めるとコバルト・鉛・マンガン・ニッケル・銀・チタン・ウラン・プラチナ・クロムの存在も推定されている。宝石類では、昭和基地近郊だけでもルビー、サファイア、ベリル、ガーネットなどが発見されている。1991年の南極環境保護条約によって積極的な採掘は制限された。1998年の議定書にて経済的な発掘や採掘は、2048年まで一切が禁止された。そのため、南極における最大の経済活動は漁業およびその国際取引であり、2000-2001年には112,934トンの漁獲量が挙がった。
小規模な「冒険的観光」は1957年から行われており、その内容は環境保護に関する南極条約議定書による制限が加えられるが、事実上は国際南極旅行業協会(IAATO)が定める内規に基づいている。全てでは無いが、南極観光の95%はIAATO加盟業者によって運用されている。旅行のほとんどは中規模以下の船を使い、象徴的な野生生活を観察しやすい、決まった場所が選ばれる。2006-2007年の夏には総計37,506名の旅行者が、ほぼ全てが商用船に乗って訪れた。2010年までの累計訪問者は 80,000人を越えると予想された。
訪問者の流入が環境や生態系に与える潜在的な悪影響が懸念される。自然保護派や科学者からは、船舶や旅行者に対する一段と厳しい規制を求める声があがった。南極条約加盟国からの最初の回答は、環境保全委員会が IAATOとの協力の下でガイダンスを定め、頻繁に観光が行われていた地域に対して、上陸時間の制限や立ち入り禁止区域の設定を推進した。上陸を伴わない航空機による、オーストラリアやニュージーランド発着の遊覧旅行では、1979年にニュージーランド航空901便エレバス山墜落事故が起き、全乗組員257名が死亡した。カンタス航空は1990年代半ばに、オーストラリア発の南極上空飛行を再開した。

## 研究

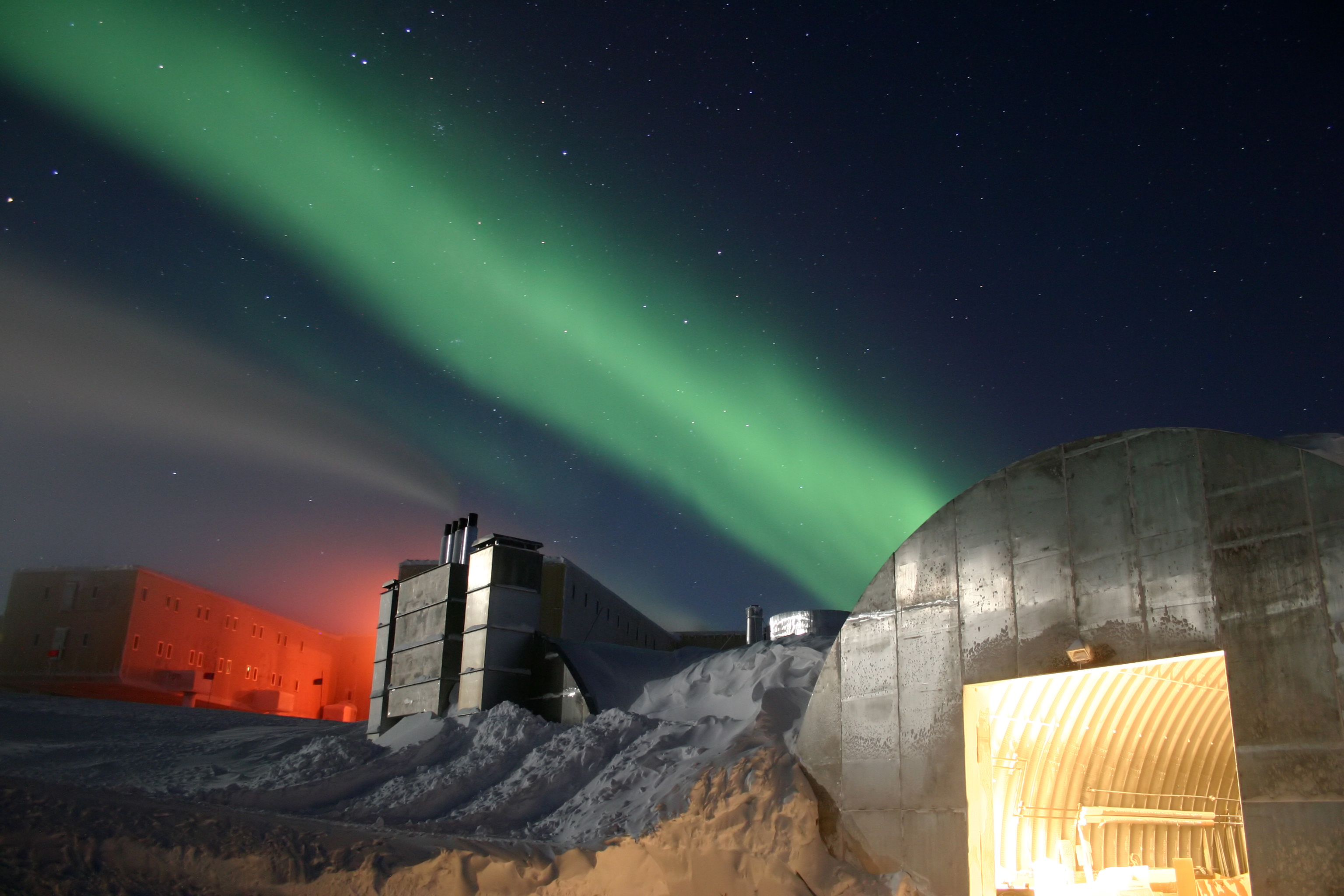
アムンゼン・スコット基地で撮影したオーロラの様子。基地は左遠方に見え、中央に発電所、右下にガレージがある。

毎年、28の国々から研究者たちが南極大陸に向かい、他の地域ではまねの出来ない実験に取り組む。その人数は夏には4000を超え、冬でも1000人以上が研究所に泊まる。南極大陸最大の研究所であるマクマード基地では、1000人を超える科学者や訪問者らが滞在可能である。
研究は、生物学、地質学、海洋学、物理学、天文学、雪氷学、気象学など様々な分野で行われる。地質学ではプレートテクトニクス、宇宙空間からの隕石、ゴンドワナ大陸分裂の証拠探査が主に行われる。南極の雪氷学は浮氷・雪・氷河や氷床の履歴や氷床力学研究が盛んである。生物学者の興味は、極寒の環境における野生生物の存在や、人間の存在が与える悪影響、そして有機体がどのように適応し生き残っているかに注がれる。医学者は、極端な環境温度下でのウイルスの拡散および人体への影響に注目する。アムンゼン・スコット基地の天文学者はドームで宇宙マイクロ波背景放射の調査を行う。多くの天体観測にとって、高地であるため大気が薄く、気温や大気中の湿度が低く、光害の影響も少ない南極大陸内陸部は、地球上でも鮮明な宇宙の画像を得られる稀な場所であり、より良い観測結果を得られる。アムンゼン・スコット基地の下1.5kmの氷の中にはアイスキューブ・ニュートリノ観測所があり、世界最大の遮蔽性と検出媒体となる性質の両方を持つ南極大陸の氷を活かしてニュートリノの観測が行われている。
1970年代から、南極大陸上空の大気圏にあるオゾン層の観測が行われている。1985年、ブラント棚氷上のハリー研究基地で集められたデータを3人の科学者が分析し、この層に穴（オゾンホール）があることを発見した。最終的にこの穴は、人類が使用するフロン類（CFCs）によってオゾンが破壊され生じたものと判明した。1989年にモントリオール議定書にてCFCsの使用が禁止され、オゾンホールは2065年頃には閉じるものと信じられた。しかし2006年9月にアメリカ航空宇宙局の衛星が捉えたデータから、オゾンホールは2750万km2と、それまでの最大に広がっていることが判明した。
2007年9月6日、ベルギーを拠点とする国際極地財団は、気候変動を研究する初のゼロ・エミッション南極研究所プリンス・エリザベス基地を公開した。国際極年の一環として、1630万ドルを投じたプレハブ工法の研究所を2008年末までにベルギーから持ち込み、極圏における健康状態の調査を開始した。ベルギーの極地探険家アラン・ヒュバートは、「これはゼロ・エミッションを実現するために作られた最初の基地で、南極においていかにエネルギーが使われるべきかを示すユニークなモデルになる」と語った。気候学と雪氷学および微生物学の研究は、所長であるヨハン・ベルケがプロジェクトの企画と管理の下で行われる。
2008年1月、Hugh CorrとDavid Vaughanが率いるイギリス南極調査研究所(BAS)は、レーダーを用いた航空測量の結果から、2200年前に南極大陸の氷の下で火山の噴火が起こったという報告を、雑誌Nature Geoscienceに発表した。パイン島氷河付近にあるハドソン山脈氷床の下から、この1万年の中で最も大きな噴火の火山灰が発見された。

### 地質調査

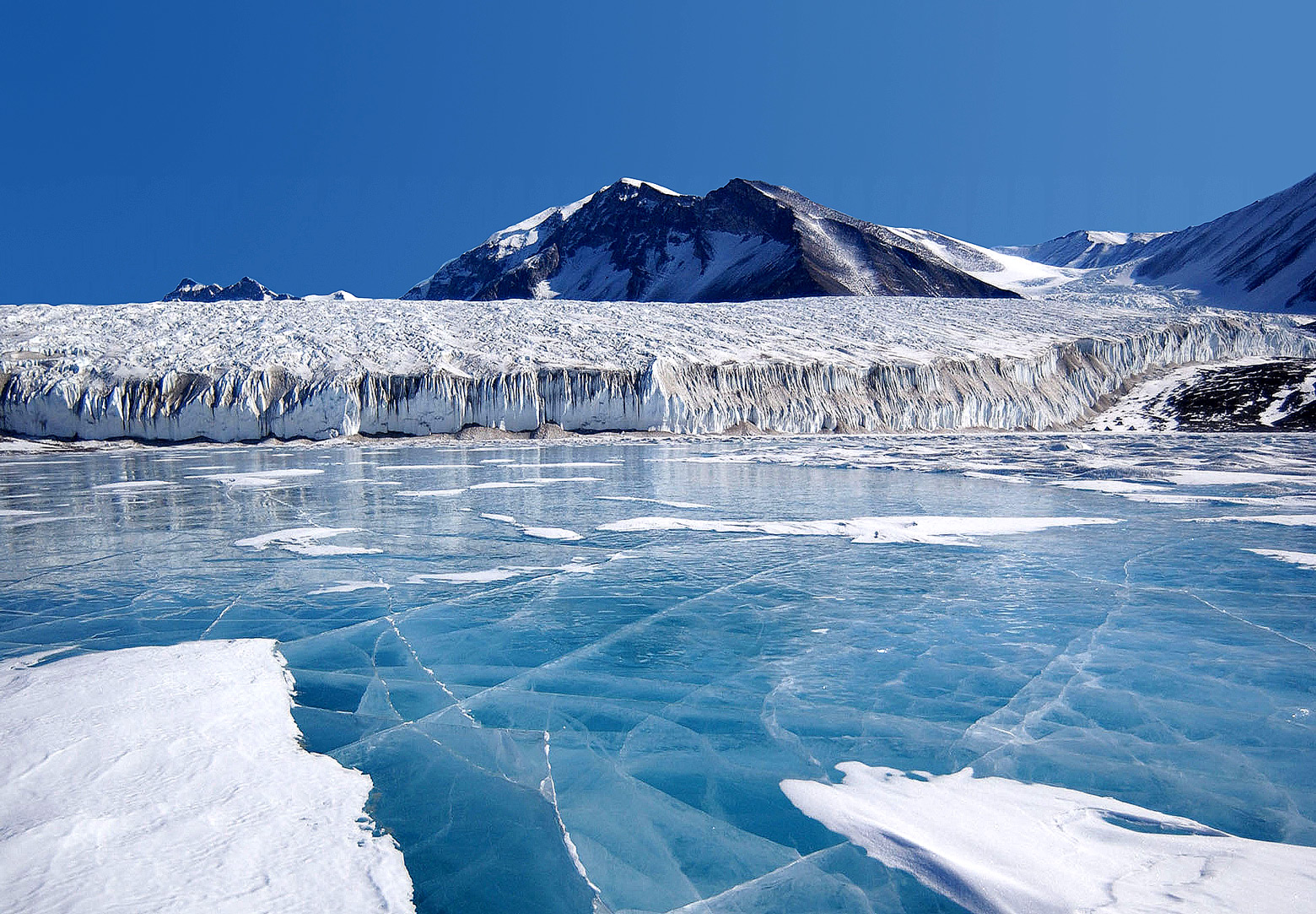
フリクセル湖を覆うブルー・アイス。南極横断山脈のカナダ氷河など複数の氷河から融水が流れ込んでいる。

南極大陸の地質調査は、溶ける事が無い厚い層の氷に阻まれてきた。これに対し、リモートセンシングや地中レーダー探査また衛星画像の使用など、新たな技術が導入される事で、氷の下に眠る構造が明らかになり始めた。
西南極の地質はアンデス山脈のそれと似ており、南極半島は古生代終盤から中生代初頭に、海底沈殿物が隆起と変成作用を起こして形づくられた。これは火成岩の貫入および火山現象によって引き起こされたものである。西南極で一般的な岩はジュラ紀に形成された火山岩の安山岩と流紋岩である。火山活動は氷床がつくられた後にも続き、その証拠はマリーバードランドやアレクサンダー島にある。西南極で唯一変則的な部分はエルスワース山脈であり、ここは層序学的に大陸東部の様相に近い。
東南極の地質は変化に富み、30億年以上前の岩などを含む先カンブリア時代をさかのぼった頃に形成された。これらは楯状地を基礎とする変成岩や火成岩の台地で構成される。この基礎の上には比較的近年に当るデボン紀やジュラ紀に積みあがった砂岩や石灰岩・頁岩などがあり、南極横断山脈が形成された。沿岸のシャックルトン山脈やヴィクトリアランドなどには断層が見られる。
南極大陸で採掘される主な鉱物資源は石炭であり、記録上最初の発見はニムロデ探査においてバードモア氷河で見つけたフランク・ワイルドに遡る。現在では低品位炭が南極横断山脈の様々な場所にある事が知られている。他にも、プリンスチャールズ山地には豊富な鉄鉱石があり、ロス海の沖合には1973年に油田やガス田が発見された。これら鉱物資源は、環境保護に関する南極条約議定書にて、2048年まで採掘が法的に禁止されている。

### 氷床コアボーリング
南極大陸の氷床をボーリングで取り出し、採取した氷床コアを分析すると堆積した時代の大気や気候を知ることができる。また穿孔穴を利用した氷床の動きや歪みなども測定される。
地下のボストーク湖には微生物がいる可能性が指摘されており、2012年2月6日に湖面まで到達した掘削孔を利用した研究の結果が待たれる。また、氷で閉ざされた湖の表面は木星の衛星エウロパとの類似性があり、ボストーク湖で生命が発見されればエウロパでも同様の可能性を検証する資料になりうる。2008年2月7日、NASAのチームがアンタシー湖の高アルカリ水の中に生きる極限環境微生物の調査に着手した。仮に発見されれば、メタンが中心成分をなす非常に冷たい環境における地球外生命の考察に影響を与えることが期待される。

### 隕石

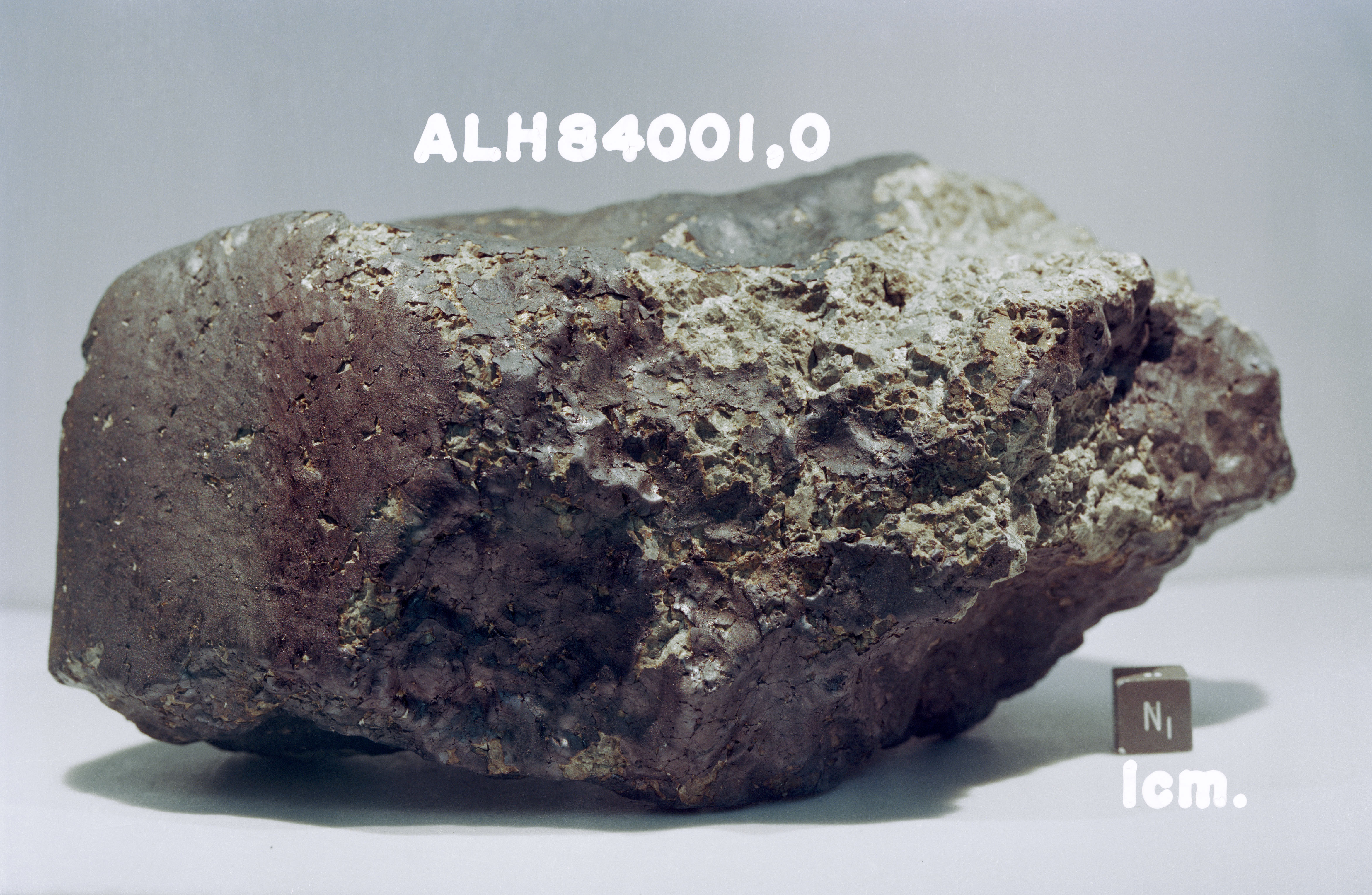
火星から飛来し南極大陸で発見された隕石アラン・ヒルズ84001

南極大陸で発見される隕石群は、初期太陽系を構成した物質を知る上で非常に重要である。そのほとんどは小惑星起源のものであり、中には惑星から飛来したと考えられるものもある。最初の隕石発見は1912年に遡る。1969年には日本調査隊が9個の隕石を発見した。これらの隕石の大部分は100万年間にわたって氷の上に降り注いだもので、その上に雪が積もって埋まり、やがて何世紀もの期間をかけて移動する氷床が山地などとぶつかる所に溜まる。それが風食作用等で表面に浮き上がり発見される。南極大陸で発見される隕石は、他の地域で見つかるものよりも保存状態が良好である。
このような大規模な収集は、太陽系における隕石の種類や、小惑星や彗星との関係に対する理解を深める。新しいタイプや珍しい隕石も発見された。この中には衝撃によって月や火星から飛び出し飛来したものもあった。これらのうち、特に南極隕石探査にて発見されたアラン・ヒルズ84001などは、火星に微生物が存在したかどうかの論争を喚起した。隕石は宇宙空間で浴びた宇宙線の履歴を残すため、地球に落下してからの経過時間を実験室の分析で明らかにできる。この経過時間、すなわち地球上に存在した時代の解析は、南極氷床の環境を知る上で有効な情報になる可能性を秘めている。
2006年にオハイオ州立大学の研究チームは、NASAのGRACE衛星を用いて行った重力測定の結果から、大きさ約480kmのウィルクスランドクレーターを発見した。これは、約2億5000万年前に形成されたと考えられる。

## 氷の収支
その位置ゆえ、南極大陸が受ける太陽照射は比較的少ない。そのため、気温が非常に低く、水はほとんど氷の状態で存在する。少ない降水は雪として降り注ぎ、夏に溶けないフィンと呼ばれる分は蓄積され、巨大な氷床を形成して陸を覆う。その一部は氷河流を呼ばれる大陸沿岸へ向かう、年間数-数十mから沿岸部では数百mの動きを持つ。その先では、大陸上の氷の塊が押し出されて棚氷を形成する。沖合に至っても気温は低いままであり、海水も凍りつかせて氷は年間を通してほぼ維持される。このような多様な南極の氷が、海洋面の高さへの影響を与えたり、地球温暖化へ関連する。
海洋部の氷は毎年冬に拡大し、夏にはほとんどが溶ける。この氷は海洋水から形成されるため、浮いている状態では海洋面の高さを左右しない。南極大陸を囲む氷は、その厚みの変化は明確ではないが、範囲はここ数十年においてさほどの変化を見せていない。
浮いている氷は影響を与えないが、棚氷を形成する陸上から移動した氷は地球全体の海面上昇を引き起こす。これは内陸に降る雪で相殺されるものだが、この数十年間は沿岸部、特に南極半島に沿った部分で発生した大規模な棚氷の崩壊が報告されている。このような棚氷の分断が、大陸の氷河から供給される水の量を増加させる可能性が懸念される。
大陸上の氷そのものが、世界中の淡水の70%を占める。これは降雪によって増加し、海への流出によって減少する。現在、西南極では流出量が降雪を上回り、徐々に海面上昇を引き起こしている。1992年から2006年までの科学的調査によれば、氷は1年当たり約500億トンが失われ、海面は約0.14mm上昇していると示唆された。アムンゼン海への氷河流出は大幅に加速しており、この数値は倍以上になっているという説もある。
東南極は大陸の大部分を占める広大かつ標高が高く、寒冷な領域である。ここは、結果的に氷床を沿岸へ押し出す役目をする降雪が少ない。そのため東南極氷床全体の質量収支は、ほぼ均衡またはわずかに増加（海洋面水位にとっては低下）していると考えられる。しかし、局地的には流出が増加している箇所も発見されている。
| 項目                                 | 質量               |
| ------------------------------------ | ------------------ |
| （収）雪が蓄積する量                 | 2000 ×109トン      |
| （支）氷山が分裂して溶解する量       | 1200-1500 ×109トン |
| （支）氷床や棚氷の底が溶解する量     | 200-3000 ×109トン  |
| （支）氷床の表面から蒸発や融解する量 | 10 ×109トン        |

## 地球温暖化への影響
南極大陸の地域の中には明らかに気温が上昇しているところがあり、南極半島において顕著である。エリック・スタイグが2009年に発表した研究において、1957年から2006年にかけて南極大陸全体の平均気温が0.05℃高くなり、特に西南極の春から夏にかけての上昇が大きいという結果が初めて公表された。この上昇は、秋の東南極の寒冷化と一部相殺される。
ある研究結果によると、南極大陸は人間が排出した二酸化炭素の影響によって温暖化しているという証拠が提示された。しかし、西南極表層のごくわずかな温暖化が、海洋面の高さに対する西南極氷床の作用へ直接効果を与えているとはにわかには信じられていない。その代わり、深海から到達する暖かい海水が氷河に影響し、大陸棚から離されると考えられている。南極半島部分が水位へ実際にもたらす影響は、その場所の大気が温暖化するよりも非常に大きくなる。
2002年、南極半島のラーセン棚氷Bが崩壊した。2008年の2月28日から3月8日にかけ、南極半島南西部のウィルキンス棚氷から570km2に及ぶ氷が分離して崩壊し、残りの氷15000km2にも同じ事が起こりうる。2009年4月5日の崩壊では、分離される前に氷は幅6kmの「筋」で繋がっていた。NASAによると、この30年間で南極表面の氷が最も多く溶けた年は2005年であり、急速に溶け再氷結した面積はカリフォルニアに匹敵すると言い、それは気温が5℃まで上昇した事に起因する可能性を示唆した。

## オゾン層の劣化

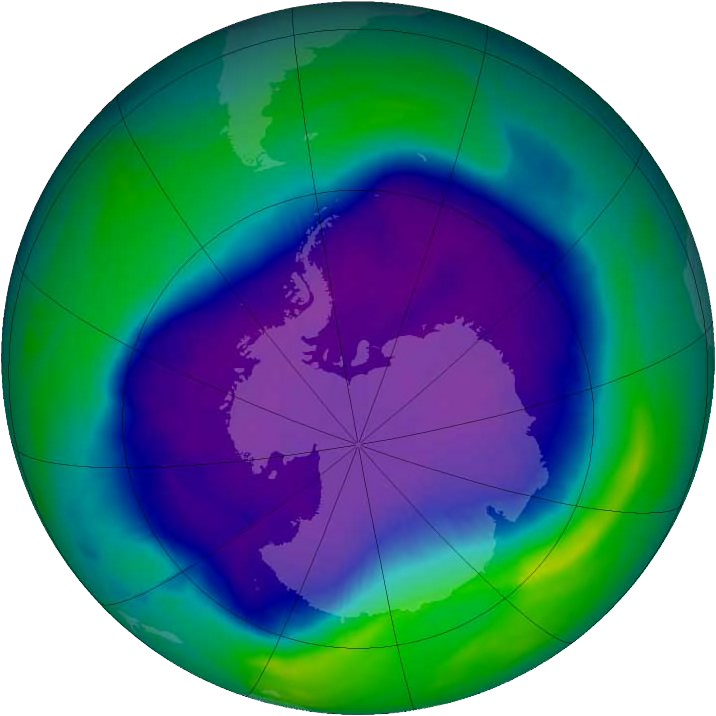
フロン類の蓄積によって2006年9月に最大となった南極上空のオゾンホールの画像

年々、オゾンが集中する大気層に見られる巨大な劣化部分（オゾンホール）が南極上空で成長している。2008年9月、この部分が南極大陸を上回る過去最大の大きさとなり、12月末までの長い期間にわたり持続していた点も過去に見られなかった。
最初にオゾンホールを発見したのは南極地域観測隊の忠鉢繁である。観測したオゾン全量があまりに小さかったことに気づいた忠鉢は、初めは計器の故障を疑った。やがて本当にオゾンが少ないことに気づき、1984年の国際オゾンシンポジウムでこの事実を発表した。イギリスも観測結果から1985年にオゾンホールを発見し、「オゾンホール」というわかりやすい言葉を使った報道も相まってオゾンホールの存在は世界に知れ渡ることとなった。観測の結果から年を追うごとに拡大傾向にあることが分かった。これは、オゾンを他のガスに変質させる効果を持つフロン類(CFCs)が大気中に放出された結果、大気の大循環によって南極に集められていたことが判明したのである。
このオゾン層破壊が南極そして南半球へ気候変動を引き起こす要因となる可能性が、いくつかの研究から指摘された。成層圏でオゾン層はほとんどの紫外線を吸収する。これが南極上空で欠乏すると、そこの成層圏の温度が約6℃程下がる可能性がある。そうなると、南極大陸を取り囲むように吹く西風（極渦）が強まり、大陸の冷気を封じ込めてしまい、大陸塊にある東南極の氷床の温度が下がると考えられる。相対的に南極半島など周辺の温度は上昇し、氷の溶解を促進する。この理論では、オゾン層破壊による極圏への紫外線照射量増加、そして極渦効果の高まりによって、大陸沿岸の海氷はむしろ増えることが見込まれる。

## 関連項目

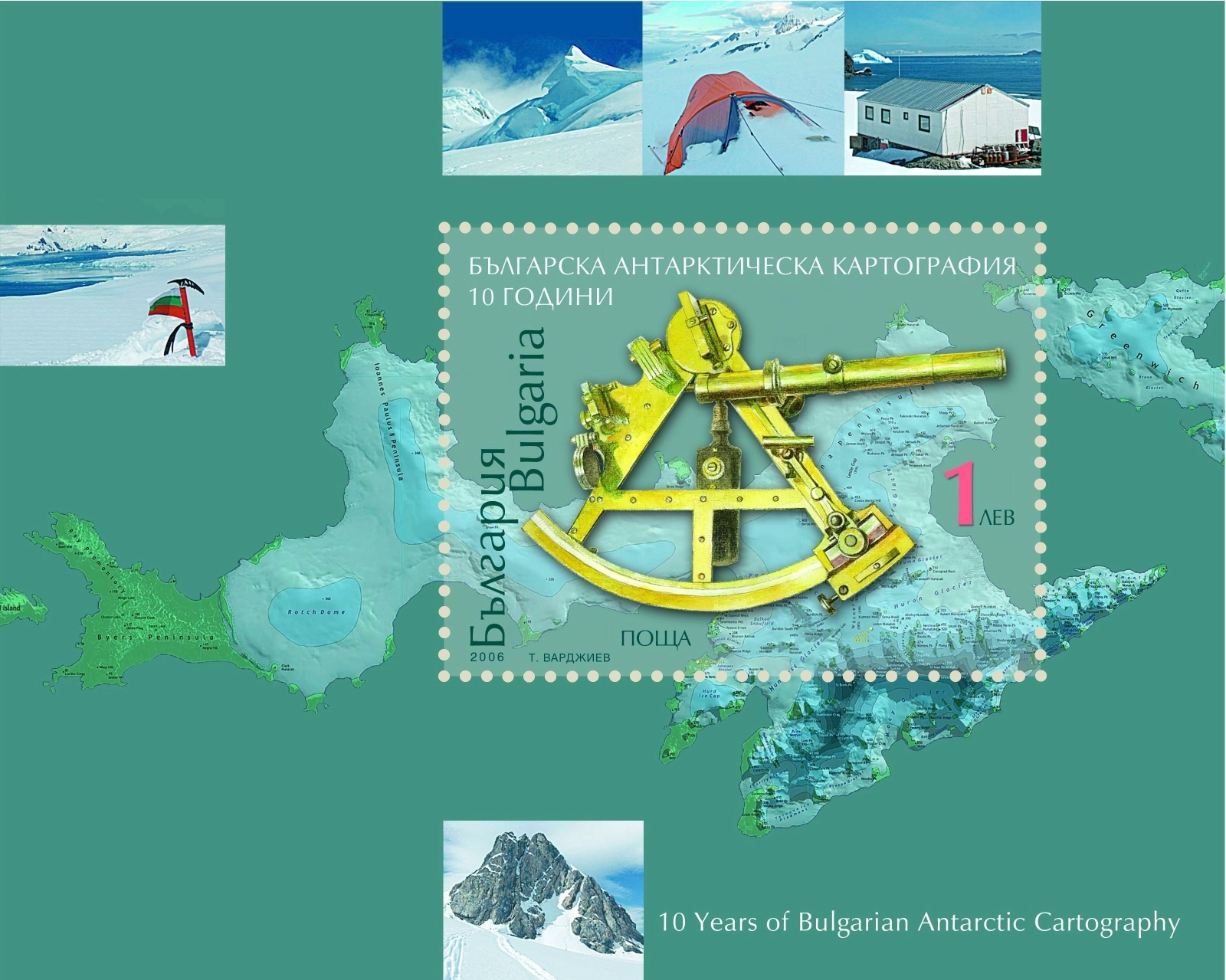
南極が描かれた切手